# Engrenage
Pour les articles homonymes, voir Engrenage (homonymie).

Un engrenage hélicoïdal à contact extérieur en action.

Un engrenage est un système mécanique composé de deux objets reliés par des dentures et dont l'un au moins est un solide en rotation autour d'un axe. Un cas courant est l'engrenage à deux roues dentées, servant à la transmission du mouvement de rotation entre elles par contact extérieur.
Un engrenage peut aussi être composé d'une roue et d'une crémaillère, d'une couronne, d'une vis, d'une chaîne à rouleaux ou encore d'une courroie synchrone. Quand plus de deux éléments sont présents, on parle de train d'engrenages.
Les engrenages sont présents dans de très nombreuses machines dès lors qu'il faut transmettre, utiliser ou transformer un mouvement de rotation. Ils peuvent avoir des configurations et tailles variées et un poids allant de quelques grammes dans l'horlogerie à plusieurs tonnes dans l'industrie lourde.

## Histoire
Les plus anciennes mentions d'engrenages apparaissent en Chine, sans doute au IVe siècle av. J.-C.
Les engrenages étaient connus des Grecs : les mentions qu'on en a concernent généralement des systèmes simples réalisés en bois qui servaient à actionner des roues persanes, des pompes, des moulins à eau et des clepsydres. Un mécanisme complexe comportant 69 roues dentées en bronze, la machine d'Anticythère, peut-être assemblé vers 200 av. J.-C., a été retrouvé dans l'épave d'un navire naufragé entre 70 et 60 av. J.-C.: il permettait de prédire et d'afficher les phases de la Lune, la position des planètes et les dates des éclipses solaires et lunaires.
La première mention écrite d'un assemblage complexe d'engrenages apparaît au  IIIe siècle av. J.-C. dans les œuvres de l'ingénieur et mathématicien grec Ctesibius qui a inventé une horloge à eau mécanique à engrenages complexes avec réveil intégré, comprenant entre autres des engrenages épicycloïdaux.
On ne connaît rien d'autre d'aussi complexe jusqu'aux horloges mécaniques du milieu du XIVe siècle en Europe (les premières, plus simples, datent de la fin du XIIIe siècle),.
L'ingénieur et architecte romain Vitruve a inventé un compteur odomètre avec un mécanisme d'engrenage différentiel complexe.
Des engrenages à axes non parallèles sont présents dans les moulins à eau dès le Ier siècle et les moulins à vent à axe horizontal dès le XIIe siècle en Europe. En horlogerie, les premiers engrenages à axes perpendiculaires sont conçus par Huygens et mis en œuvre en 1656 dans son horloge à pendule.

## Principes de fonctionnement
Les engrenages sont utilisés dans toutes les branches de la mécanique pour transmettre des mouvements, de l'horlogerie jusqu'aux réducteurs de l'industrie lourde. Ils ont toujours cette fonction de transmission mais peuvent, en outre en assurer plusieurs autres, notamment changer la vitesse de rotation entre deux axes et créer un angle entre ces deux axes.

### Transmission du mouvement

Engrenage extérieur sans changement de vitesse de rotation ni d'angle entre les axes.

L'engrenage est l'une des huit machines simples et remplit toujours au moins une fonction : celle de transmettre un mouvement de rotation par engrènement et contact solide. Ce type de transmission évite tout glissement, ce qui permet de pouvoir calculer la vitesse de rotation d'une roue en fonction de celle de l'autre, et d'assurer un bon rendement énergétique, généralement supérieur à 95 % dans des conditions correctes de montage et de lubrification en service. Le contact entre les roues peut être extérieur, lorsque les deux roues sont en contact par des dents situées à l'extérieur de leur profil, ou intérieur dans le cas contraire. Dans un engrenage les deux roues sont dites "conjuguées". Si elles sont de tailles différentes, la plus petite est appelée pignon et la plus grande roue (contact extérieur) ou  couronne (contact intérieur).

### Vitesses de rotation différentes: le rapport de transmission

Engrenage de rapport 1/2 : la roue verte tourne deux fois moins vite que la roue rouge.

Dans un engrenage à deux roues ayant un nombre de dents différents, l'axe de la première et l'axe de la deuxième ne tournent pas à la même vitesse. Le rapport entre ces deux vitesses angulaires est appelé rapport d'engrenage ou rapport de transmission. Il est aussi égal au rapport entre le nombre des dents de la roue d'entrée et de la roue de sortie, ou encore au rapport de leurs diamètres respectifs. Lorsque la roue d'entrée a moins de dents que celle de sortie, on l'appelle pignon et la roue de sortie tourne moins vite que le pignon : le rapport de transmission est inférieur à 1, et l'engrenage est dit "réducteur". Dans le cas inverse, l'engrenage est dit "multiplicateur". La capacité à changer les vitesses de rotation est très fréquemment utilisée, notamment dans l'horlogerie, l'industrie automobile (boîtes de vitesses, etc.), et l'industrie en général (réducteurs, etc.).

### Angle entre les axes d'entrée et de sortie

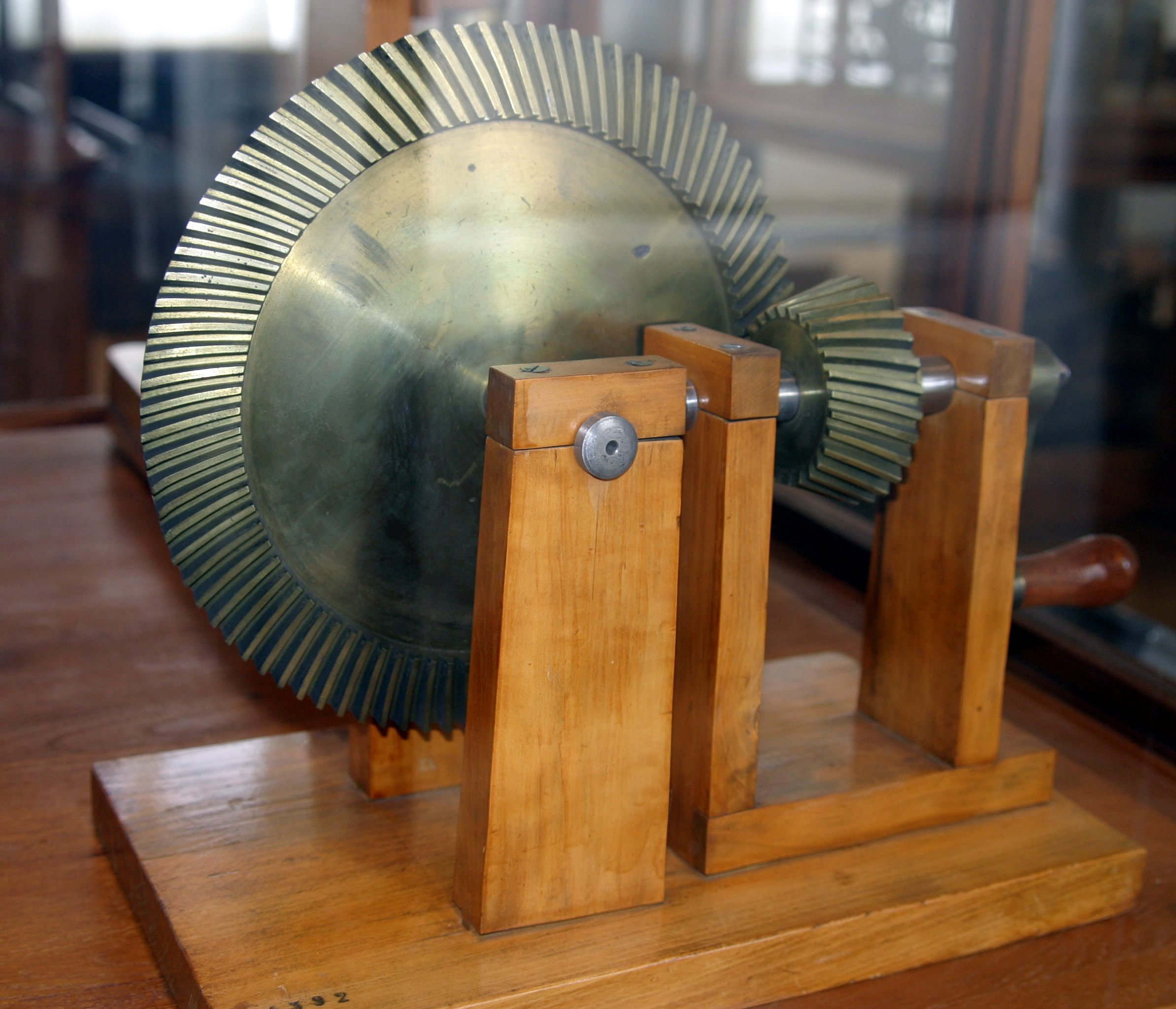
Engrenage conique créant un angle droit entre l'axe d'entrée, activé par une manivelle, et l'axe de sortie.

Lorsque les axes des deux roues ne sont pas parallèles, l'engrenage crée un angle entre axes d'entrée et de sortie. Cette fonction est très fréquemment utilisée dans l'industrie horlogère et automobile, ainsi que dans de nombreuses machines de la vie courante, par exemple les chignoles à manivelle. L'angle créé est généralement de 90°, mais peut aussi avoir d'autres valeurs. Il est le plus souvent réalisé par un engrenage utilisant une roue conique, ou, plus rarement, par d'autres types d'engrenages. Lorsqu'un engrenage créant un angle a un rapport de transmission égal à 1, il est parfois qualifié de "renvoi d'angle".

### Autres fonctionnalités

#### Sens de rotation des axes

Engrenage à contact intérieur : le sens de rotation est le même pour les deux roues.

Les engrenages simples décrits ci-dessus ont deux roues qui s'engrènent par contact extérieur : les deux roues tournent donc en sens inverse l'une de l'autre. Il existe une autre configuration, dite à contact intérieur, dans laquelle les deux roues tournent dans le même sens : le pignon, situé à l'intérieur d'une couronne, s'engrène sur les dents intérieures de celle-ci.

#### Réversibilité
Lorsque chacune des roues peut devenir roue menante et entraîner l'autre, l'engrenage est dit réversible. Sinon, il est irréversible. La plupart des engrenages à vis sont irréversibles, caractéristique intéressante, par exemple, dans les treuils : si l'utilisateur arrête d'actionner le levier d'activation ou le moteur, le treuil s'immobilise et ne relâche pas la charge. En revanche, la réversibilité est un avantage, voire une nécessité, dans de nombreuses utilisations, notamment automobiles (transmission primaire, transmission secondaire, etc.).

#### Synchronisation

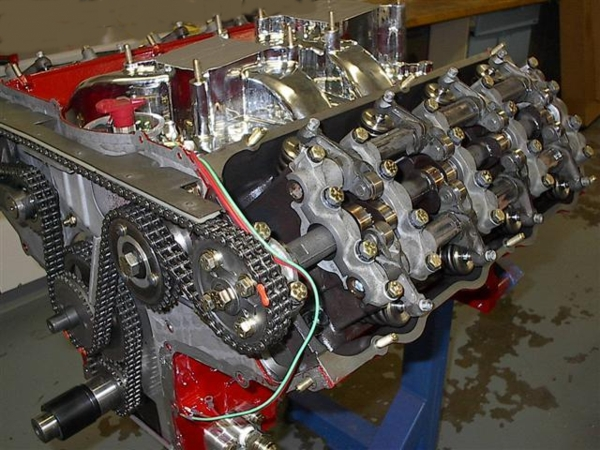
Distribution par chaîne et roues dentées sur un moteur thermique d'automobile.

Une conséquence du fonctionnement d'un engrenage est que les mouvements des axes, roues et autres éléments le constituant sont synchrones. Par exemple, dans un engrenage de rapport 1/60, la petite roue fait soixante tours quand la grande n'en fait qu'un : ce rapport 1/60 est particulièrement important en horlogerie pour animer des aiguilles selon la correspondance 1 heure = 60 minutes et 1 minute = 60 secondes. En mécanique automobile, cette fonction de synchronisation est également fréquemment utilisée, notamment dans la distribution : généralement activée par le vilebrequin au travers d'un train d'engrenages, elle permet, par exemple, d'ouvrir les soupapes d'un moteur à quatre temps au rythme correspondant au régime moteur instantané.

#### Transformation d'un mouvement circulaire en mouvement linéaire: la crémaillère

Crémaillère (principe).

Un engrenage constitué d'une roue et d'une crémaillère a pour effet de transformer un mouvement circulaire en mouvement linéaire ou de translation. Dans le cas d'utilisation le plus courant, la roue, motrice, est solidaire d'un objet qu'il faut faire avancer: elle s'engrène sur une crémaillère fixée au sol et, en tournant, fait avancer l'objet dont elle est solidaire.

#### Pompes

Pompe à engrenage.

Lorsqu'un engrenage à deux roues est immergé dans un liquide, il peut créer un mouvement aspirant ce liquide d'un côté et le rejetant de l'autre. Cette possibilité est utilisée par l'industrie pour fabriquer des pompes, généralement constituées d'un engrenage à deux roues hélicoïdales à contact externe encloses dans un carter.

## Différentes formes d'engrenages

### Engrenages à deux éléments
Il existe une très grande variété d'engrenages qui peuvent être classés en catégories selon quatre critères :
- la forme du solide dans lequel les roues sont taillées : si chaque roue est issue d'un cylindre, l'engrenage est dit cylindrique[n 2]; si l'une au moins de ses roues est issue d'un cône, il est qualifié de conique ou couple conique[8]. L'engrenage conique est la configuration la plus fréquemment utilisée pour créer un angle entre deux axes. Cet angle est généralement de 90° mais peut avoir d'autres valeurs ;
- la position respective des axes, selon qu'ils sont parallèles[9], concourants ou ni l'un ni l'autre[n 3] ;
- la nature du contact : si le contact est extérieur ou intérieur ;
- la nature de la denture[v 2] : droite[v 3], hélicoïdale, à chevrons, en spirale, ou hyperbolique.

Le tableau ci-dessous présente les variantes les plus courantes de ces différentes catégories avec certaines de leurs caractéristiques.
| Type/appellation                 | Forme                    | Axes        | Contact   | Denture     | Renvoi | Commentaires |
| -------------------------------- | ------------------------ | ----------- | --------- | ----------- | ------ | --- |
| Cylindrique droit                | Cylindre                 | Parallèles  | Extérieur | Droite      | Non    | Le plus simple à fabriquer et le plus répandu, mais bruyant à haute vitesse de rotation et limité en couple transmis. Très utilisé dans les petites et moyennes machines, ou celles à faible vitesse de rotation et peu de couple. |
| Hélicoïdal                       | Cylindre                 | Parallèles  | Extérieur | Hélicoïdale | Non    | De performances et coût intermédiaires entre engrenage droit et à chevrons. Très répandu dans les véhicules, les pompes, les mélangeurs. Produit une force axiale en plus de la rotation.                                          |
| Double hélicoïdal, ou à chevrons | Cylindre                 | Parallèles  | Extérieur | Chevrons    | Non    | Capable de transmettre des couples importants sans créer de force axiale, mais difficile à fabriquer. Généralement réservé à des usages industriels exigeants.                                                                     |
| Cylindre droit à couronne        | Cylindre                 | Parallèles  | Intérieur | Droite      | Non    | Les deux roues tournent dans le même sens. |
| Hélicoïdal à couronne            | Cylindre                 | Parallèles  | Intérieur | Hélicoïdale | Non    | Les deux roues tournent dans le même sens. |
| Chevrons à couronne              | Cylindre                 | Parallèles  | Intérieur | Chevrons    | Non    | Très rare. Les deux roues tournent dans le même sens. |
| Crémaillère droite               | Cylindre                 | Parallèles  |           | Droite      | Non    | Caractéristiques comparables à celles d'un engrenage cylindrique droit. |
| Crémaillère hélicoïdale          | Cylindre                 | Parallèles  |           | Hélicoïdale | Non    | Caractéristiques comparables à celles d'un engrenage cylindrique hélicoïdal. |
| Crémaillère à chevrons           | Cylindre                 | Parallèles  |           | Chevrons    | Non    | Caractéristiques comparables à celles d'un engrenage cylindrique à chevrons. |
| Gauche                           | Cylindre                 | Autre       | Extérieur | Hélicoïdale | Oui    | |
|                                  |                          |             |           |             |        | |
| Conique droit                    | 2 cônes                  | Concourants | Extérieur | Droite      | Oui    | Le plus simple à fabriquer et très répandu, dès qu'il faut faire un renvoi d'angle, généralement de 90°. Se trouve notamment en automobile (pont de transmission, mais aussi sur des objets du quotidien (mixeur, batteur, etc.).  |
| Conique hélicoïdal               | 2 cônes                  | Concourants | Extérieur | Hélicoïdale | Oui    | Performances et complexité intermédiaires entre celle du conique droit et celles du conique à chevrons. Préféré au conique droit pour des besoins de puissance et de couple plus importants.                                       |
| Conique à chevrons               | 2 cônes                  | Concourants | Extérieur | Chevrons    | Oui    | Très bonnes capacités de transmission de couple et de puissance, mais difficile à fabriquer. Rare. |
| Spiro-conique                    | 2 cônes                  | Concourants | Extérieur | Spirale     | Oui    | Procédé breveté, en deux variantes différentes, par les sociétés Gleason et Klingenberg. |
|                                  |                          |             |           |             |        | |
|                                  | Cône et couronne conique | Concourants | Intérieur | Droite      | Oui    | |
|                                  | Cône et couronne conique | Concourants | Intérieur | Hélicoïdale | Oui    | |
|                                  | Cône et couronne conique | Concourants | Intérieur | Spirale     | Oui    | |
| Hypoïde                          | 2 cônes                  | Autre       |           | Spirale     | Oui    | |

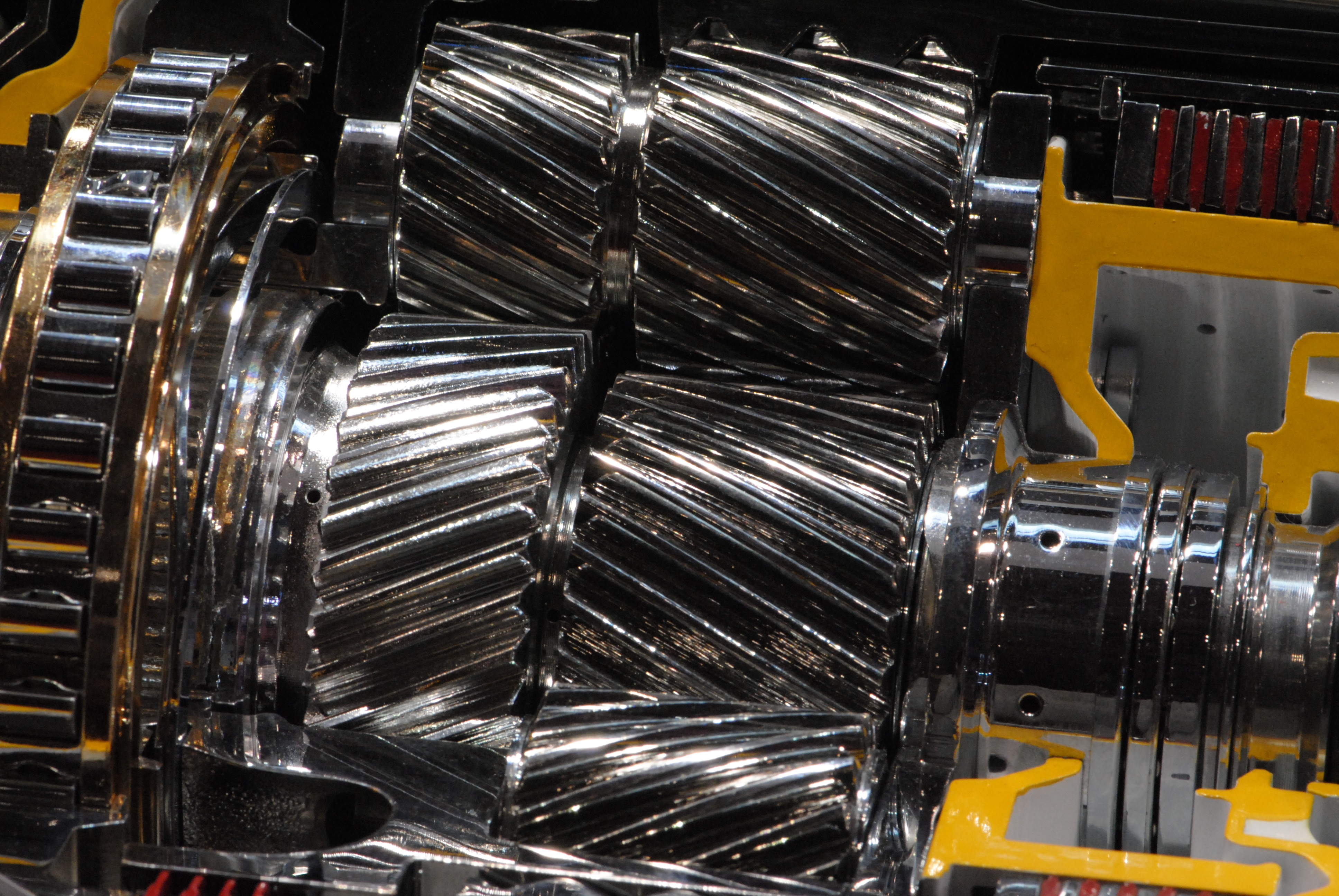
Engrenages cylindriques hélicoïdaux.
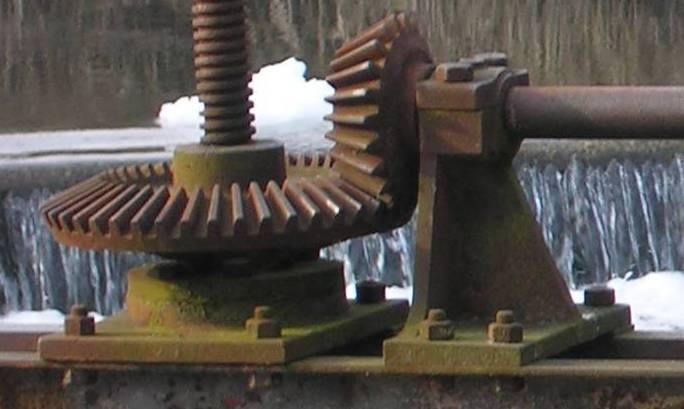
Engrenage conique droit.
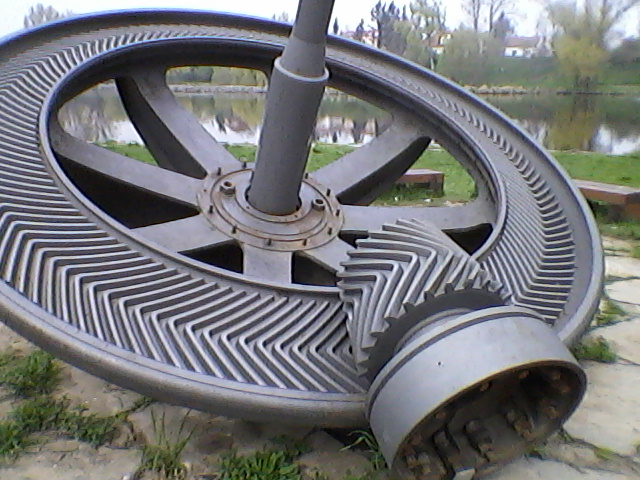
Engrenage conique à chevrons fabriqué par Citroën (milieu des années 1920).
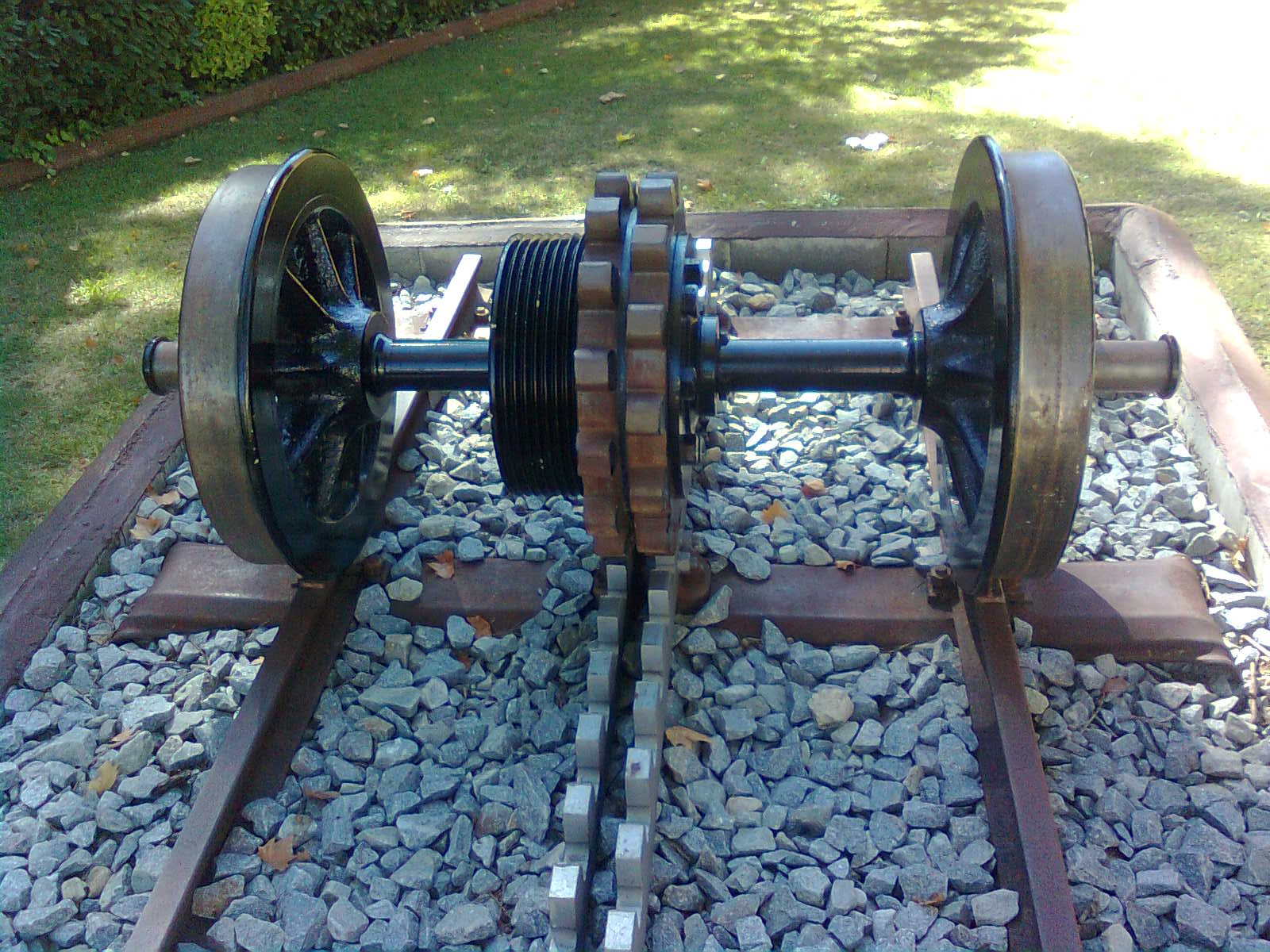
Double crémaillère droite.

### Engrenage à fuseaux: lanternes et rouets
Il s'agit d'un engrenage à axes concourants ou parallèles utilisant un ancien système d'engrènement. Il est composé  d'une « lanterne » (deux disques espacés reliés au périmètre par des fuseaux ou cylindres) et en sortie d'un « rouet », équipé de récepteurs de couple sous forme de fuseaux ou d'alluchons. La lanterne peut être cylindrique ou conique.
Ce système, très utilisé dans les moulins anciens, fut historiquement réalisé en bois, puis partie en bois et partie en métal. Il est aussi utilisé en horlogerie, les pièces étant alors métalliques.

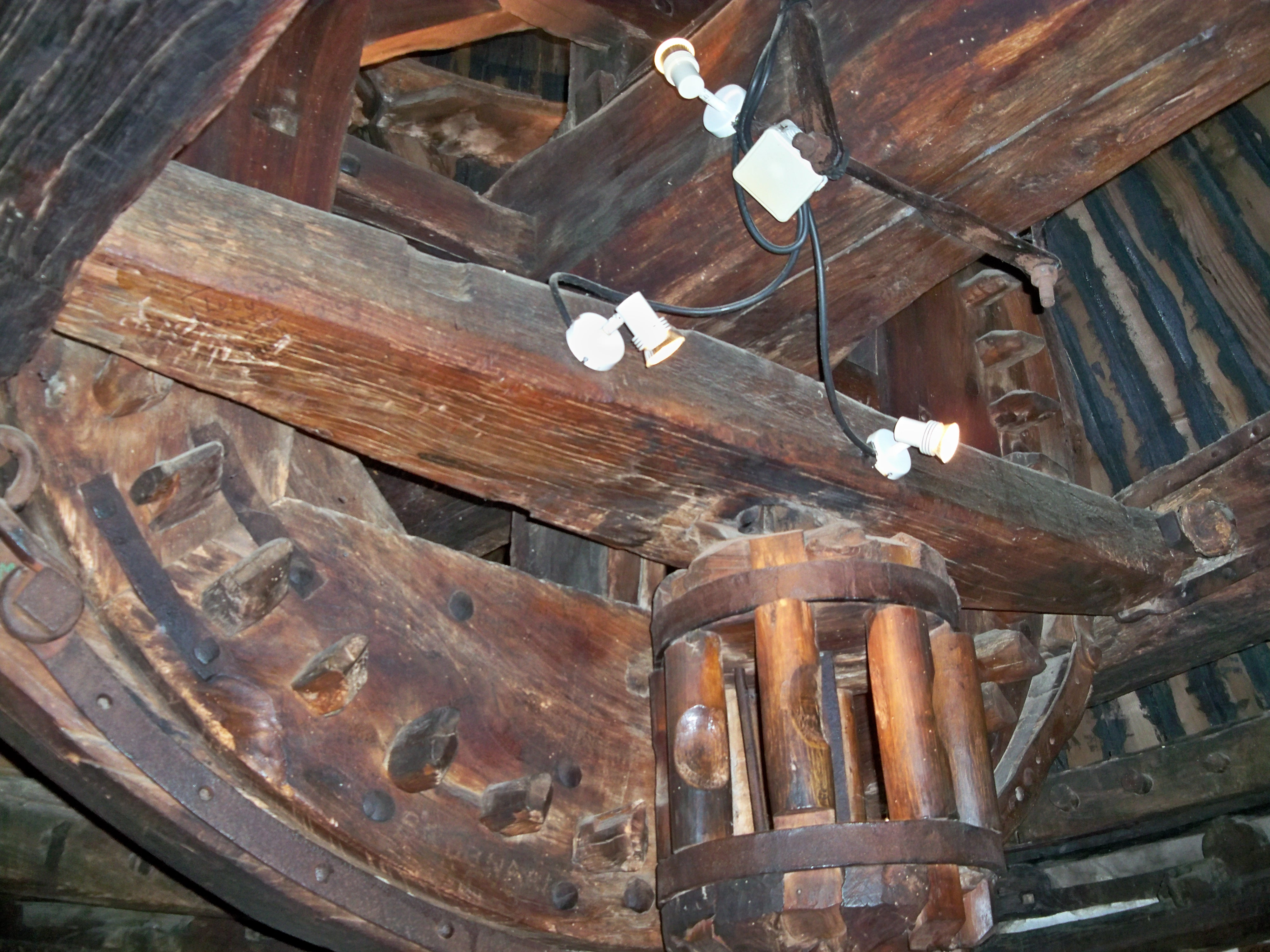
Lanterne et grand rouet.
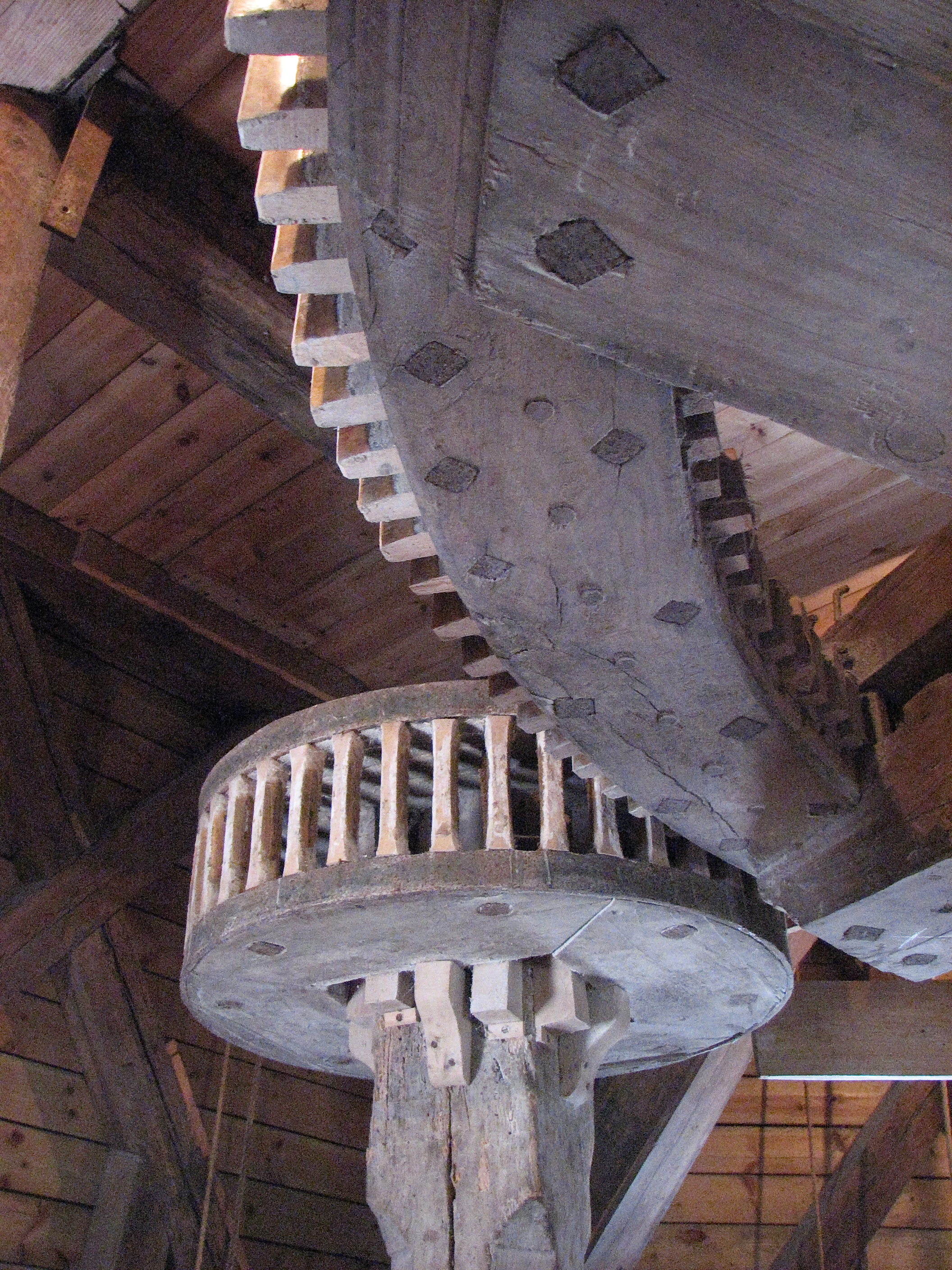
Pignon lanterne au cœur d'un moulin à vent.
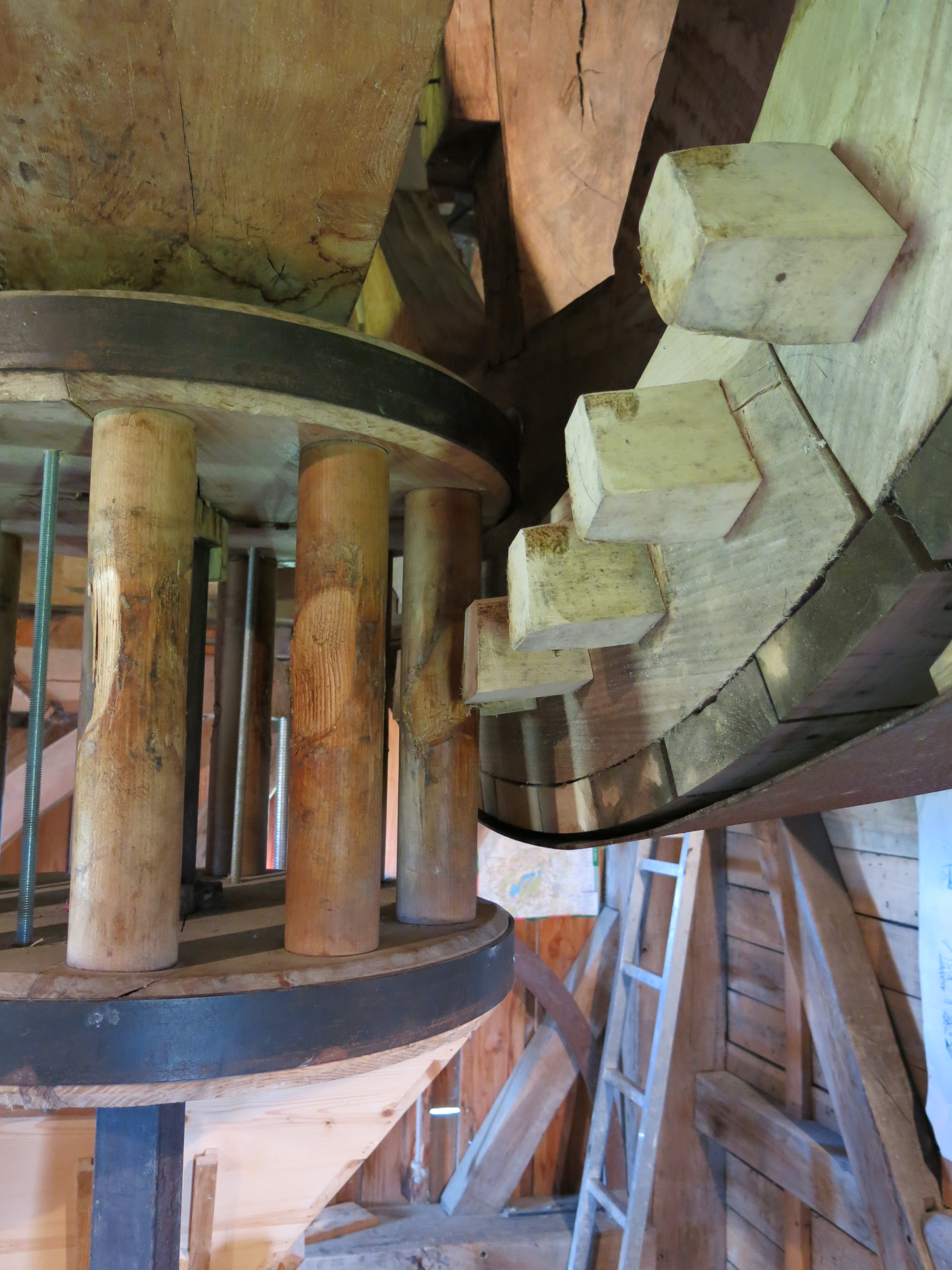
Moulin à vent de Dosches.
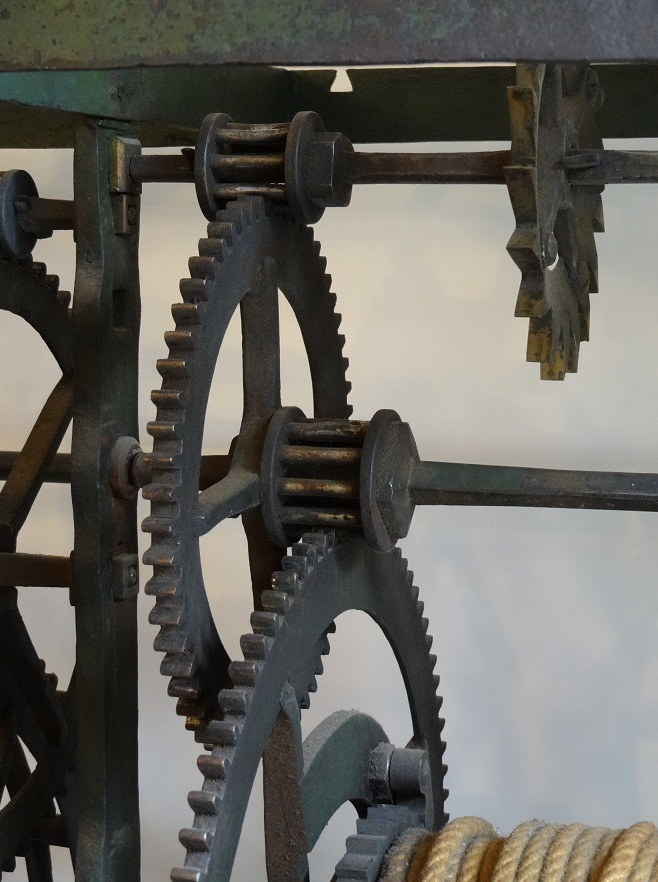
Horloge de clocher avec deux pignons lanternes.

### Engrenages à vis

Engrenage à vis en mouvement.

Dans un engrenage à vis, parfois aussi appelé à vis sans fin, la roue d'entrée est remplacée par une vis qui entraîne la roue suivante : le filetage de la vis, en tournant, fait progresser la dent de la roue depuis l'entrée de la vis jusqu'à la sortie. Contrairement aux autres engrenages, cet entraînement se fait par glissement continu entre les surfaces respectives de la roue et des dents de la vis : ceci provoque une usure supérieure et un rendement inférieur à ceux des autres engrenages.
Les axes de la vis et de la roue ne sont pas parallèles : cet engrenage crée donc toujours un renvoi d'angle. Un engrenage à vis permet en outre un important effet réducteur et il est très généralement irréversible : la vis peut actionner la roue, mais l'inverse n'est pas possible.
Ces deux caractéristiques font qu'on le retrouve fréquemment sur des treuils : une faible puissance permet d'actionner le treuil, et, sans puissance apportée par l'opérateur ou le moteur à la vis, le treuil se bloque en position.
Elles sont aussi utilisée sur des instruments de musique à cordes (guitare, mandoline) : un engrenage à vis permet de tendre fortement, et avec un réglage très fin, une corde pour l'accorder, et se bloque en position dès que l'instrumentiste ou l'accordeur arrête d'actionner la vis. Cet engrenage est appelé "mécanique" en lutherie.

## Trains d'engrenages
La variété des trains d'engrenages est encore plus grande que celle des engrenages eux-mêmes : résultant de l'assemblage de plusieurs engrenages entre eux, ils sont souvent conçus pour répondre à un besoin spécifique.
Les sections ci-dessous donnent quelques exemples de trains d'engrenages, de leurs caractéristiques et de leurs cas d'usage.

### Train à deux roues et une chaîne

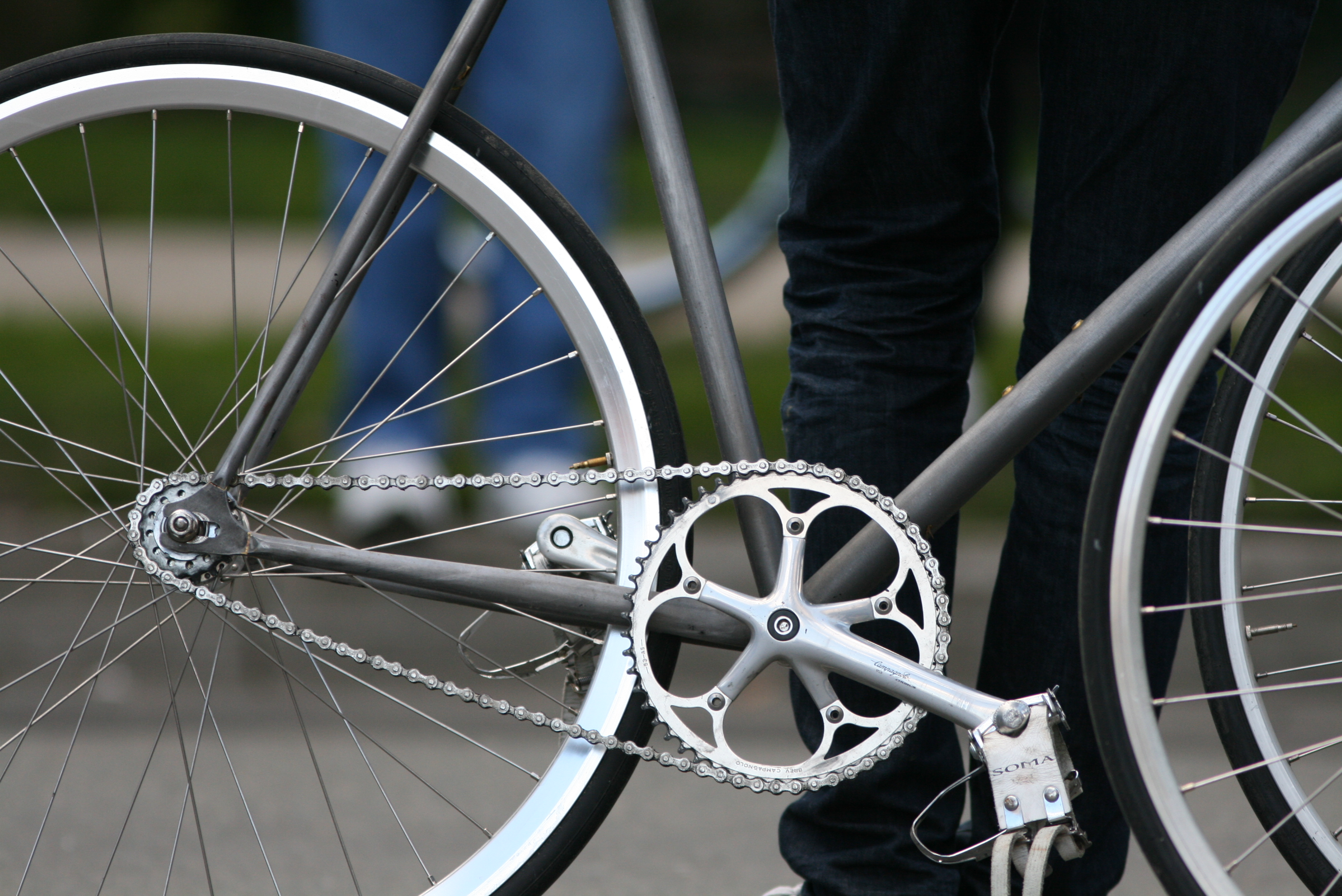
Transmission par roues et chaîne à rouleaux sur une bicyclette.

C'est la configuration utilisée comme transmission finale sur la quasi-totalité des bicyclettes et une grande majorité des motos. La chaîne à rouleaux relie les deux roues entre elles et le rapport de transmission dépend exclusivement des dimensions respectives des deux roues. Ce train permet d'une part d'autoriser un grand entraxe entre les deux roues et d'autre part d'avoir le même sens de rotation entre la roue motrice et la roue menée. Sur une bicyclette, la roue menante, appelée plateau, est généralement d'un diamètre supérieur à celui de la roue menée, appelée pignon. Sur une moto, les deux roues sont appelées pignons et le pignon moteur est généralement celui de plus petit diamètre.
La chaîne est, dans certains cas d'usage, remplacée par une courroie synchrone ayant les mêmes fonctions.

### Train simple à contacts externes et trois roues ou plus

Train à trois roues à contacts externes : les roues d'entrée et de sortie tournent dans le même sens.

Un train simple à trois roues et contacts externes est obtenu en intercalant une roue intermédiaire à contact extérieur entre deux autres de même nature. Il permet d'allonger l'entraxe entre les roues d'entrée et de sortie, et d'imprimer à celles-ci le même sens de rotation. Des trains à quatre roues et plus peuvent être conçus de la même manière en intercalant plusieurs roues intermédiaires : ceux avec un nombre total de roues pair impriment des rotations de sens opposé aux roues d'entrée et de sortie, ceux à nombre impair de roues génèrent le même sens de rotation pour ces deux roues. Dans tous les cas, le rapport de transmission ne dépend que des diamètres respectifs des roues d'entrée et de sortie.

### Train à étages

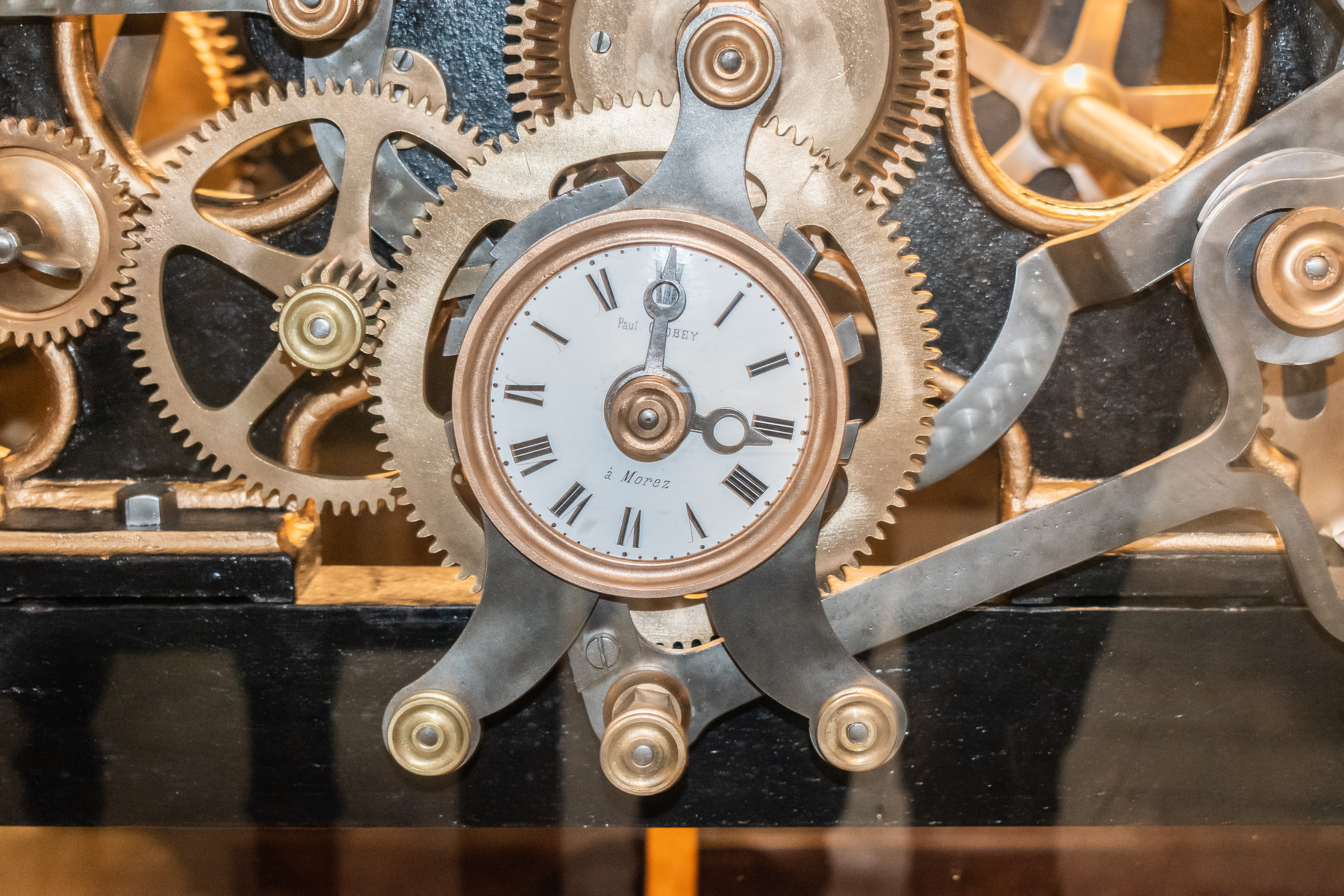
Engrenage à étages et mobile horloger dans une horloge.

Un train à étages est obtenu en combinant plusieurs engrenages disposés sur des plans différents, appelés étages. Cette configuration est généralement réalisée par l'utilisation de roues doubles à arbre commun. Cet arbre, solidaire de deux roues appartenant à des engrenages différents, a deux fonctions : il est arbre moteur d'un engrenage et arbre mené de l'autre, et il permet de décaler les deux engrenages dans deux plans parallèles distincts. Cette technique permet de créer des rapports de transmission importants dans un volume restreint. Ainsi, par exemple, si les quatre roues d'un tel mécanisme ont respectivement 50, 10, 60 et 10 dents, et que les deux roues intermédiaires sont solidaires d'un même arbre, la dernière roue tourne trente fois plus vite que la première. Le train à étages est fréquemment utilisé en horlogerie, la pièce portant deux roues solidaires étant appelée mobile horloger.

### Train épicycloïdal plan ou planétaire

Train planétaire à trois satellites et couronne fixe : l'arbre d'entrée M (en vert en bas) entraîne le planétaire P (en vert au centre) ; trois satellites S (en bleu) s'engrènent sur P et sur la couronne C (en gris) ; leur rotation entraîne celle du porte satellites (en rouge) et celle de l'arbre de sortie N (en rouge en haut).

Ce train au fonctionnement complexe a une grande importance dans l'industrie automobile. Il est en particulier utilisé dans les boîtes de vitesses automatiques. Il permet, dans un volume réduit, de relier deux arbres alignés avec un important rapport de réduction, et de transmettre de fortes puissances.
Il est constitué de la façon suivante :
- un arbre d'entrée moteur M sur lequel est fixée une roue dentée, appelée planétaire central P ;
- une couronne dentée à l'intérieur, C, concentrique avec la roue P ;
- une ou plusieurs roues dentées appelées satellites, S, qui sont engrenées en externe avec P et en interne avec C.
- un porte satellites, pièce mécanique au travers de laquelle passent les axes des satellites et qui active l'arbre de sortie N, aligné avec l'arbre d'entrée M.

Planétaire central, couronne et satellites sont dans le même plan.
Dans le cas d'usage le plus fréquent, la couronne est fixe, et la vitesse de rotation de l'arbre moteur est transmise, avec réduction, à l'arbre de sortie.
Ces trains sont très utilisés en mécanique car ils peuvent fournir des rapports de réduction élevés, avec des pièces de taille raisonnable, et des rendements acceptables (98 % par étage).

### Train sphérique
Sur le principe, le train sphérique se rapproche du train épicycloïdal. Les engrenages sont coniques et semblent donc disposés sur une sphère. C'est un engrenage fréquemment utilisé sur le différentiel des essieux moteurs des véhicules automobiles, combinant aisément la fonction renvoi d'angle, la réduction, et la fonction différentielle.

## Conception générale: cinématique, géométrie et représentations
La conception et le dimensionnement d'un engrenage doivent intégrer les caractéristiques souhaitées en termes d'objectifs à remplir et de contraintes à respecter par ce mécanisme dans le cadre prévu de son utilisation future, notamment :
- dimensions (par exemple : entraxe entre entrée et sortie)
- poids
- vitesse de fonctionnement
- couple et puissance à transmettre
- rapport de transmission
- performance de rendement
- bruit émis admissible
- réversibilité ou irréversibilité
- température de fonctionnement (pour anticiper les dilatations éventuelles)
- résistance à l'usure et à la rupture[n 9]
- facilité de fabrication
- coût

Les choix de réalisation porteront sur l'architecture globale de l'engrenage (simple, à chaîne ou courroie, à étages, etc.) et les caractéristiques précises de ses éléments, notamment forme des roues (cylindrique ou conique) et des dents, méthode de lubrification, matériaux, etc.

### Schéma cinématique

Schéma cinématique en vue axiale d'un train épicycloïdal.

Cette étape de la conception établit la modélisation cinématique de l'engrenage sous forme d'un dessin en deux dimensions. Ce schéma, utilisant des conventions graphiques normalisées, indique notamment les différents objets, leurs liaisons et leurs degrés de liberté. En vue radiale les engrenages sont représentés par leurs cercles primitifs (tangents) et, en vue axiale, un trait transversal rappelle l'engrènement entre deux roues. Le schéma cinématique ne préjuge pas de la réalisation physique de l'engrenage : deux engrenages peuvent donc avoir un même schéma cinématique et différer par leurs dimensions, la nature de leurs roues (cylindriques ou coniques), de leur denture (droite, hélicoïdale, etc.), le nombre de dents par roue, les matériaux utilisés, etc.

### Étude géométrique

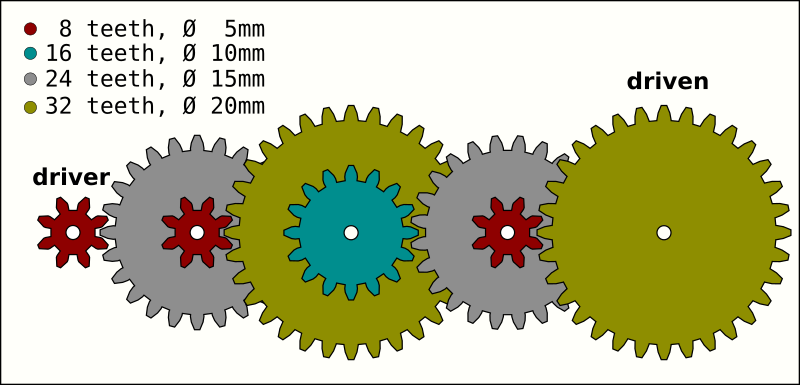
Étude géométrique simplifiée d'un train à étages de quatre engrenages utilisant quatre tailles de roues différentes.

L'étude géométrique précise des engrenages est une étape importante de leur conception et de leur dimensionnement. Elle doit notamment déterminer le rapport de transmission, l'entraxe des roues, leur diamètre et le nombre des dents qui assureront un bon engrènement. En effet Il n'est pas possible de réaliser n'importe quel engrenage : les roues engrenées, par exemple, doivent généralement avoir un même module. Et l'optimisation des conditions d'engrènement amène des limitations dans le choix du nombre de dents de chaque roue. Les critères principaux à considérer sont :
- répartition des usures : les nombres de dents doivent être, si possible, choisis premiers entre eux, ce qui permet à chaque dent d'une roue de rencontrer toutes celles de l'autre ;
- rapport de conduite : il est souhaitable d'optimiser le nombre de dents en prise pour répartir les charges au mieux, diminuer la fatigue des dents, augmenter la capacité de transmission et réduire le bruit[n 11];
- interférence entre les dents[v 6]

| Roue A | 13         | 14         | 15         | 16          |
| Roue B | de 13 à 16 | de 13 à 26 | de 13 à 45 | de 13 à 101 |

#### Calcul pour les engrenages à axes parallèles
Les formules ci-dessous sont valables pour une denture normalisée.
- diamètres primitifs :

{\displaystyle d_{p}=zm}
{\displaystyle d_{b}=d_{p}\cos \alpha }
- pas :

{\displaystyle p=\pi m}
- entraxe[v 7] :

{\displaystyle a={\frac {d_{k}+d_{k+1}}{2}}={\frac {m(z_{k}+z_{k+1})}{2}}}
- rapport d'engrenage :

{\displaystyle u={\frac {z_{k}}{z_{k+1}}}}
- rapport de réduction (vitesses) depuis un arbre d'entrée (e) vers un arbre de sortie (s) à travers un engrenage extérieur :

{\displaystyle i={\frac {\omega _{\mathrm {e} }}{\omega _{\mathrm {s} }}}={\frac {z_{\mathrm {s} }}{z_{\mathrm {e} }}}\,}
avec :
- α : angle de pression[v 8]
- m : module[v 5]
- z : le nombre de dents
- p : pas[v 9]
- ω : la vitesse de rotation quelle que soit l'unité (tr/min) (rad/s)...

Et le rapport de réduction d'un train d'engrenages est :

Étude de deux roues de pas 1 mm et de dentures de 15 et 38 dents destinées à être engrenées pour former un engrenage.

{\displaystyle i_{\mathrm {tot} }=i_{1}\cdot i_{2}\cdot i_{3}\ldots \cdot i_{\mathrm {n} }\,}

#### Calcul pour un train simple ou à étages
Chaque engrènement se calcule comme pour un engrenage à deux roues.
Le rapport de multiplication est le produit des nombres de dents des roues menantes divisé par celui des roues menées. Soit :
{\displaystyle {\frac {\omega _{s}}{\omega _{e}}}=(-1)^{n}{\frac {\prod Z_{\text{menantes}}}{\prod Z_{\text{menées}}}}}
Avec :
- {\displaystyle \omega _{e}} et {\displaystyle \omega _{s}} respectivement les vitesses en entrée et en sortie du train d'engrenages
- {\displaystyle \prod Z_{\text{menantes}}}, le produit des nombres de dents des roues menantes
- {\displaystyle \prod Z_{\text{menees}}}, de même pour les roues menées
- n le nombre de contacts extérieurs

### Dessin technique
La phase de conception comprend une représentation en dessin technique. Par souci de simplification, la représentation des engrenages est codifiée : le noyau de la roue est dessiné en plein ; un pignon est toujours représenté comme s'il avait un nombre pair de dents ; et dans les coupes le creux de dents est placé dans le plan de coupe. Dans le cas des dessins d'ensemble, la priorité (premier plan) est donnée indifféremment à la dent en prise de l'une ou l'autre roue de l'engrenage. Le dessin technique fait aussi partie de la phase de dimensionnement : les organes sont représentés à l'échelle de leur future réalisation, et doivent donc respecter diverses contraintes géométriques qui en garantissent la cohérence et le fonctionnement dynamique. 

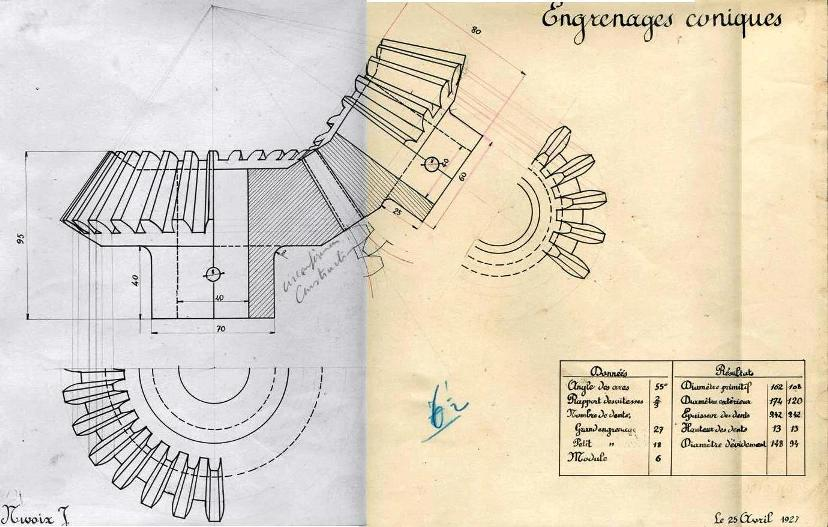
Exercice dessin réaliste d'un couple conique. Seules les parties en coupe respectent la convention.
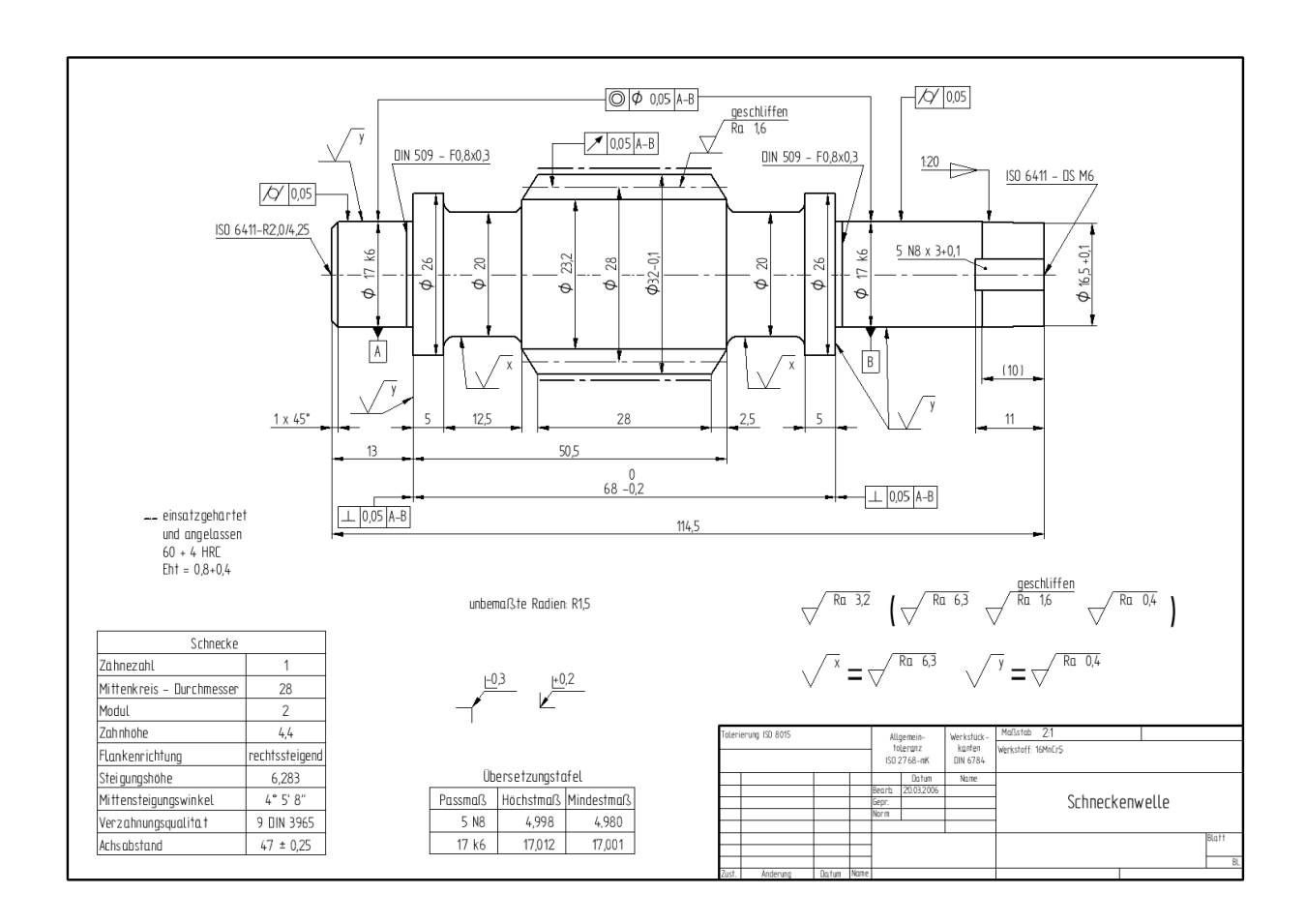
Dessin de définition d'un pignon arbré.
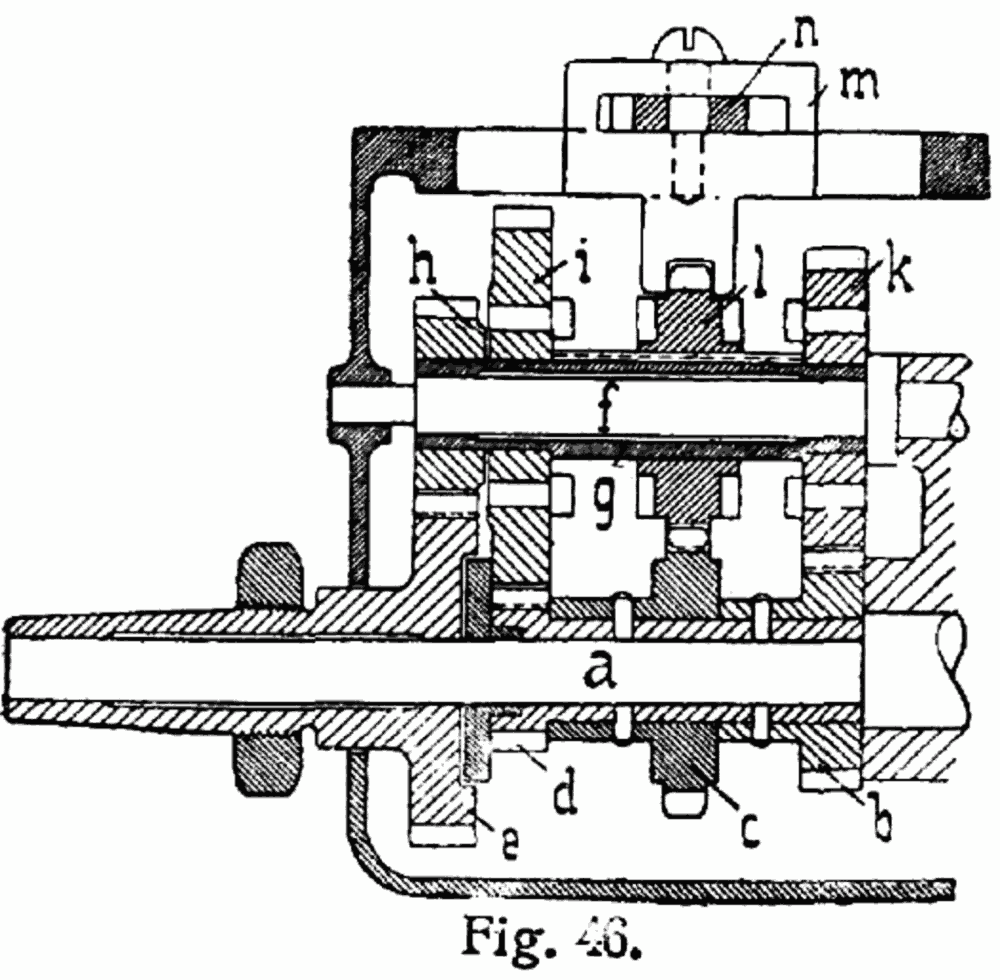
Dessin d'ensemble d'une boîte de vitesses.

### Conception assistée par ordinateur
Les calculs et représentations relatifs aux engrenages, historiquement réalisés "à la main", sont désormais de plus en plus réalisés avec des logiciels de conception assistée par ordinateur, ou CAO, qui permettent d'en établir des représentations, statiques comme dynamiques, en deux (2D) ou trois (3D) dimensions. Il existe une très grande variété de tels logiciels dont certains permettent aussi de puiser dans des banques de données décrivant des configurations existantes et de garantir la cohérence des choix de conception faits.

### Pertes de puissance dans les transmissions par engrenages
Dans des transmissions à grande vitesse de rotation, les pertes de puissance dans les engrenages peuvent devenir importantes et avoir un impact significatif sur le bon fonctionnement et la durée de vie du mécanisme, notamment par l'échauffement produit qui peut entraîner des dilatations thermiques pouvant conduire à la rupture du mécanisme.
Les principales sources de pertes de puissance dans les transmissions par engrenages sont généralement liées :
- au frottement entre les dentures : une bonne conception des dents limite ce phénomène ;
- au procédé mis en place pour la lubrification du mécanisme ;
- à la ventilation au niveau des dentures ;
- au piégeage du mélange huile-air au cours de l'engrènement.

La solution généralement utilisée est d'adjoindre à l'engrenage un système de lubrification et de refroidissement dimensionné à cet effet.

## Conception détaillée: denture et dents
La denture et les dents d'un engrenage ont une importance capitale pour son fonctionnement, que ce soit en matière de bruit, de capacité à transmettre couple et puissance, de rendement énergétique, de résistance à l'usure, etc.
La définition et la caractérisation des différents choix possibles font appel à des considérations géométriques, physiques, mécaniques et cinétiques complexes, dont certaines des plus importantes sont détaillées ci-dessous.

### Cylindres, cônes et cercles primitifs: la théorie avant les dents

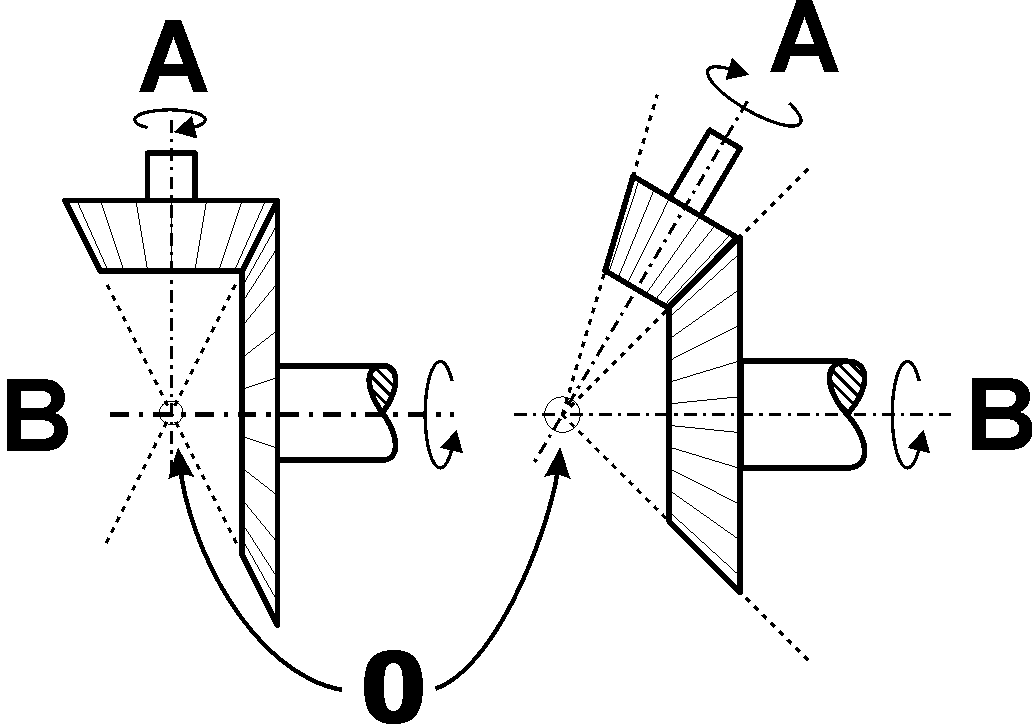
Schéma théorique de deux configurations de formes coniques à contact tangentiel.

Les caractéristiques géométriques et cinématiques d'un engrenage sont issues de l'analyse de formes dont les roues vont être dérivées. Ces formes sont généralement des cylindres ou des cônes : l'étude géométrique théorique s'attache à décrire les conditions de rotation sans glissement entre ces deux solides lorsqu'ils sont en contact tangentiel, ce type de mouvement étant qualifié de "conjugué". On démontre que ce contact tangentiel peut être analysé comme celui de deux cercles tangents entre eux, qualifiés de cercles primitifs, puis que, quel que soit l'entraxe créé en écartant les deux objets, on peut les doter de dents qui permettent l'engrènement en conjuguant les rotations des deux objets : il suffit pour cela d'utiliser les propriétés géométriques de la développante du cercle, cas le plus fréquemment utilisé en mécanique générale, ou, plus rarement, de cycloïde,.

### Profil en développante du cercle

Mise en évidence de la trajectoire linéaire du point de contact entre les dents (en bleu).

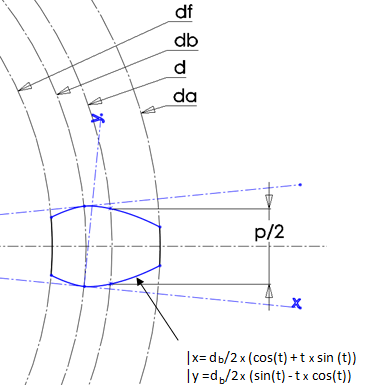
Tracé d'une dent par profil en développante de cercle (équation paramétrique). d : diamètre primitif, db : diamètre de base, p : pas,

C'est le profil presque universellement utilisé pour la transmission de puissance en mécanique générale. La développante du cercle est la trajectoire d'un point d'une droite qui roule sans glisser sur un cercle. Ce cercle est appelé « cercle de base », de diamètre db.(= dprimitif*cos(α)).
Si on considère deux cercles de base associés à deux roues d'un même engrenage, il est possible de faire rouler sans glisser une droite simultanément sur les deux cercles. De ce fait la vitesse circonférentielle des points des cercles est la même que ceux de la droite. Un point de la droite (point d'engrènement) va générer, sur les deux roues, le flanc de dent.

#### Engrenage classique

Engrenage classique : la droite intérieure roule sans glisser simultanément sur les deux cercles de base.

Si la droite passe entre les centres des cercles, on obtient l'engrenage classique. Les roues tournent alors en sens contraire. Lorsqu'elle est extérieure, l'engrenage est dit paradoxal et les roues tournent dans le même sens.
Dans le cas de l'engrenage classique, et plus particulièrement des engrenages standards, les cercles de base sont rapprochés de telle sorte que la droite intérieure forme un angle de pression α avec la perpendiculaire à la droite qui passe par les axes. Selon le standard, α vaut 20° ou 14,5° pour les anciens engrenages.
Les dents sont limitées à une zone autour du point I, dit « point d'engrènement », où les vitesses de glissement des dents sont infimes, ce qui contribue à un rendement optimal de l'engrenage. On obtient les deux flancs de dent en considérant les deux tangentes intérieures.
La force exercée d'une dent sur l'autre se décompose en deux : une tangentielle (utile) qui transmet le couple, et une radiale (parasite) qui tend à éloigner les roues. Un angle de pression petit à l'avantage de limiter cette force de répulsion parasite, mais donne une forme de dent fragile. À l'opposé, un angle de pression élevé donne des dents trapues donc plus résistantes, mais génère beaucoup de forces sur les axes.

#### Engrenage paradoxal

Engrenage paradoxal : la tangente commune est extérieure aux deux cercles.

L'engrenage paradoxal est un engrenage à la géométrie complexe à deux roues tournant dans le même sens ; il est utilisé dans certains différentiels (comme le différentiel Mercier, ingénieur chez Renault). Les vitesses importantes de glissement relatif sur les dents permettent un « blocage » partiel du différentiel lorsque les roues du véhicule ne disposent pas de la même adhérence au sol. Pour assurer le relais de la prise des dents, il est souvent nécessaire de disposer les dents dans des plans radiaux différents, ou avoir recours à une dent en hélice (solution continue). Cette configuration est rarement utilisée.

### Différents types de dentures

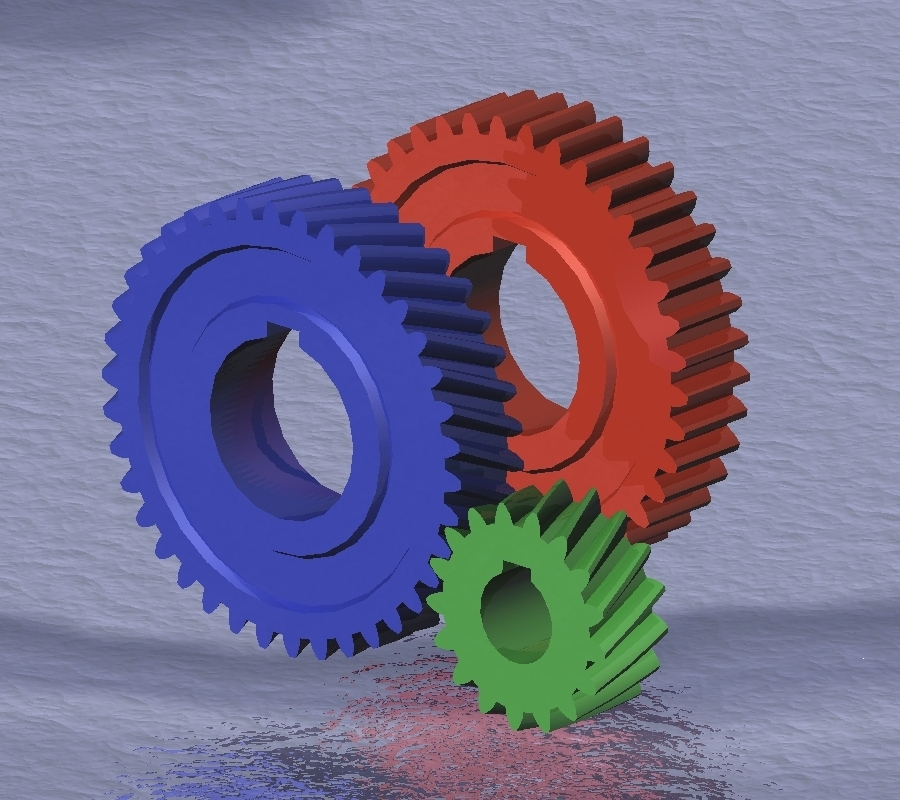
Denture droite (rouge) et denture hélicoïdale à gauche et à droite (bleu et vert).

On distingue différents types de dentures :
- les dentures droites ;
- les dentures hélicoïdales ;
- les dentures à chevrons.

Ces dentures ont des propriétés différentes mais elles garantissent toutes le mouvement conjugué des deux roues engrenées: pendant la rotation, les dents restent en contact dans un plan sagittal, et quand le lieu géométrique de ce point de contact est une droite, les profils des dents sont des développantes de cercle.

#### Denture droite

Génération d'un pignon par crémaillère

La génératrice de forme des dents est une droite parallèle à l'axe de rotation : les dents sont donc parallèles à l'axe de rotation et perpendiculaires aux faces planes de la roue. C'est le type de denture le plus courant, utilisé dans toutes les applications de mécanique générale. Facile à fabriquer, il permet de transmettre une large plage d'efforts sans créer d'effort axial, mais peut être bruyant et générer des vibrations.

#### Denture hélicoïdale
La génératrice de forme des dents est une ligne hélicoïdale de même axe que l'axe de rotation : les dents ne sont donc pas perpendiculaires aux faces de la roue. Selon le sens de cet angle, la denture sera qualifiée de "à gauche" ou "à droite".

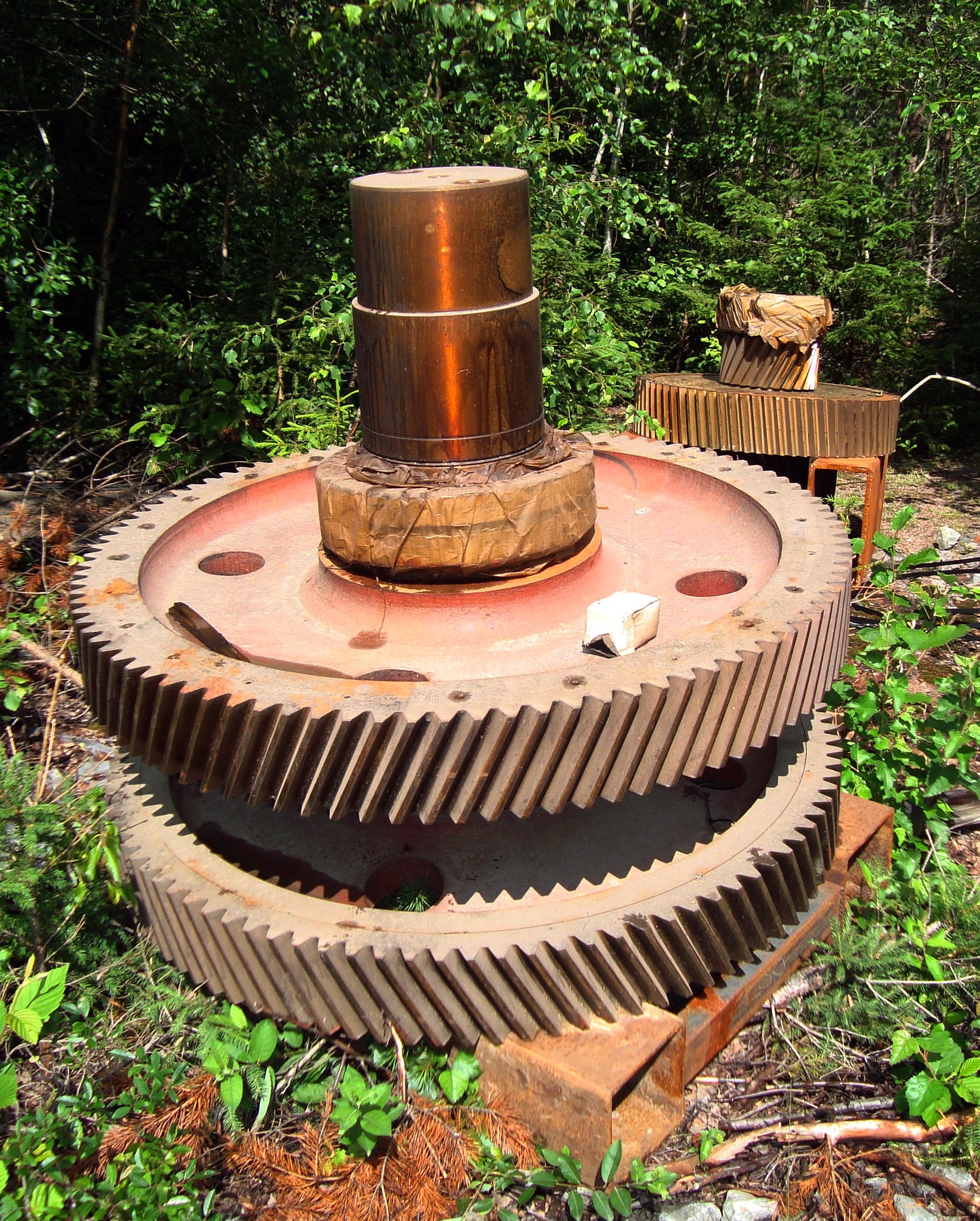
Deux roues à denture hélicoïdale de sens inverse couplées sur un même arbre.

Ce type de denture est plus silencieux que la denture droite, et crée moins de vibrations. Il permet également de transmettre des efforts plus importants.
La denture hélicoïdale, plus complexe à fabriquer que la denture droite, a un inconvénient : elle engendre un effort axial dont l'intensité dépend de l'angle d'inclinaison de denture. Les roulements ou les paliers doivent donc être dimensionnés pour reprendre cet effort. Un moyen de compenser cet effet est de coupler, sur un même arbre, deux roues à denture hélicoïdale de sens contraire.

#### Denture en chevrons

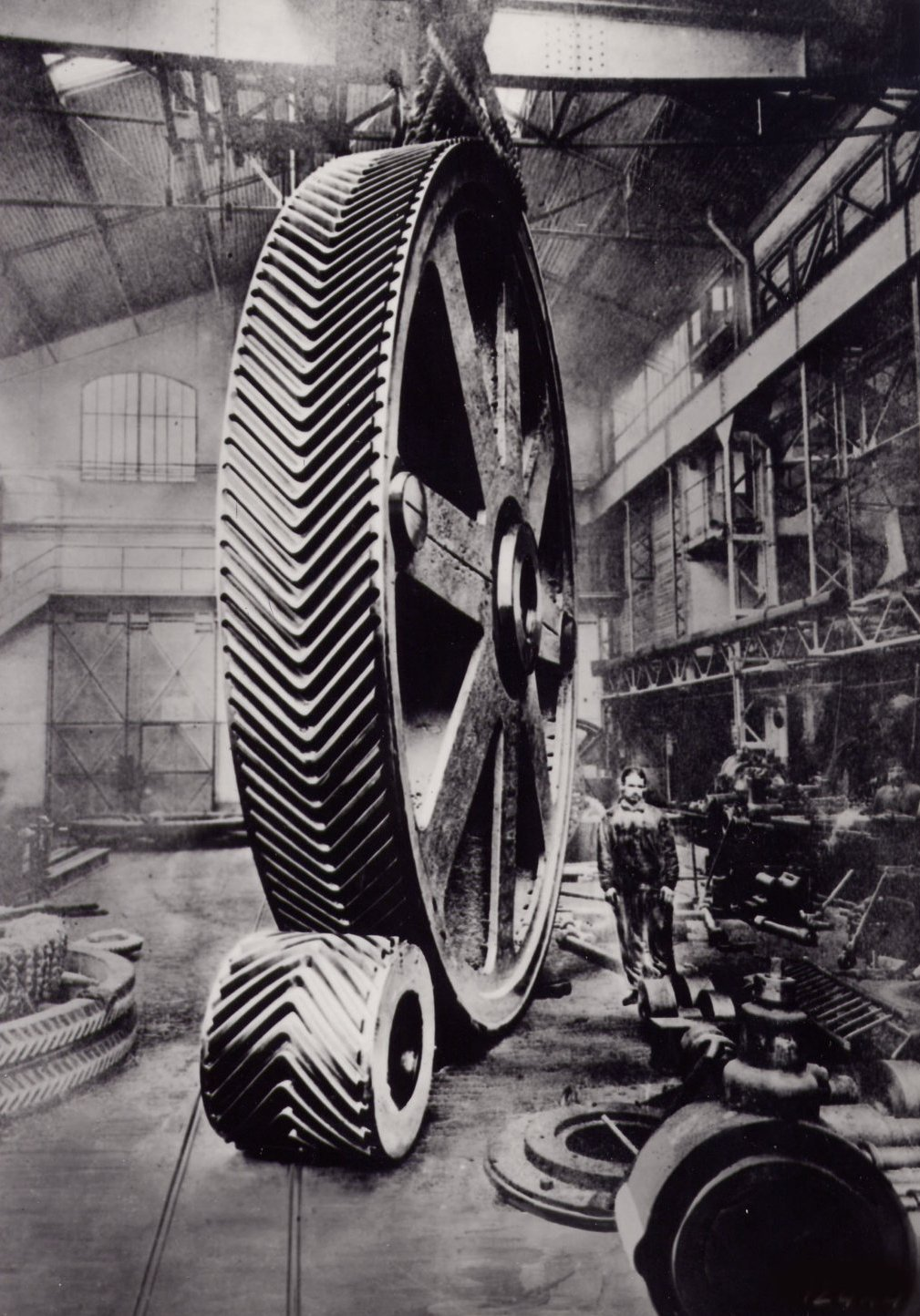
Engrenages à chevrons en V d'André Citroën, devenus emblème et logo des automobiles Citroën.

Le principe de la denture en chevrons apparaît dès la fin des années 1840 : en 1848, Théodore Olivier donne un tracé des engrenages coniques et à chevrons en utilisant la spirale logarithmique, dessine le principe de construction de la machine capable de les tailler et réalise des maquettes pédagogiques encore visibles au Musée des Arts et Métiers. Ses travaux développent et confirment les recherches de l'Anglais White, qui vient de réaliser les premiers engrenages sans frottement, mais, compte tenu des difficultés de passage en production, ils ne débouchent pas sur des réalisations pratiques. La denture en chevrons qui sera industrialisée est inventée par Charles Renard [réf. souhaitée]. André Citroën en acquiert les droits d'exploitation, en devient un fabricant, dépose des brevets relatifs à l'utilisation de cette technologie, notamment pour les ponts arrière de véhicules, puis en fait l'emblème de ses automobiles.
La denture en chevrons est composée de deux dentures hélicoïdales de dimensions identiques, mais issues d'hélices de sens contraires, ce qui annule l'effort axial sur l'ensemble. Ce type de denture est compliqué, donc cher, à réaliser. Les dentures en chevrons sont utilisées essentiellement dans l'industrie lourde : elles permettent en effet de transmettre de très forts couples et puissances sans créer de force axiale. Il s'agit souvent de deux engrenages à hélices contraires associés et plus rarement de roues monoblocs. On peut aussi en trouver en aéronautique, par exemple dans le réducteur d'un turbopropulseur type PW100.

#### Engrenages à vis
Un engrenage à vis est un engrenage gauche constitué d'une vis et d'une roue à vis conjuguée, fréquemment appelé « roue et vis sans fin ». Le profil de la vis est en général trapézoïdal.
Dans de nombreux cas, ce dispositif est « irréversible », ce qui signifie que si la vis peut entraîner la roue, la roue ne peut pas, en raison des frottements et de l'angle de l'hélice de la vis, entraîner celle-ci. Cet aspect est intéressant notamment pour la commande d'un treuil qui ne peut pas se dérouler tout seul. Son rôle de réducteur de vitesse est aussi très intéressant, car il permet un rapport de rotation très élevé (5:1 à 300:1, voire plus) avec seulement deux éléments, et ce dans un espace réduit et avec un renvoi d'angle à 90°, mais au prix d'un rendement nettement inférieur à celui d'autres types d'engrenage.

## Taillage ou fabrication des pignons et des roues
Pour les pièces métalliques, les dentures sont réalisées, principalement, par enlèvement de matière (usinage). Il s'agit le plus souvent d'un engrènement simulé entre un outil (pignon, crémaillère, ou fraise) et la roue à tailler. De ce fait, le module de denture est imposé par l'outillage. Le mouvement d'engrènement contribue dans tous les cas au mouvement d'avance dans l'opération d'usinage. Le mouvement de coupe dépend du procédé.
Pour les pièces en matière plastique, les pièces unitaires sont généralement taillées, mais pour les fabrications en série, elles sont généralement moulées.
Les modules sont normalisés. Il y a les valeurs principales, les valeurs secondaires (entre parenthèses) et les valeurs admises à titre exceptionnel (entre parenthèses et en italique) :
| 0,06 | (0,07)  | 0,08 | (0,09)  | 0,1 | (0,11) | 0,12 | (0,14) | 0,15   | (0,18) | 0,2   | (0,22) | 0,25  | (0,28) | 0,3 |      |
| 0,3  | (0,35)  | 0,4  | (0,45)  | 0,5 | (0,55) | 0,6  | (0,7)  | (0,75) | 0,8    | (0,9) | 1      |       |        |     |      |
| 1    | (1,125) | 1,25 | (1,375) | 1,5 | (1,75) | 2    | (2,25) | 2,5    | (2,75) | 3     | (3,25) | (3,5) | (3,75) | 4   |      |
| 4    | (4,5)   | 5    | (5,5)   | 6   | (6,5)  | (7)  | 8      | (9)    | 10     | (11)  | 12     |       |        |     |      |
| 12   | (14)    | 16   | (18)    | 20  | (22)   | 25   | (28)   | 32     | (36)   | 40    | (45)   | 50    | (55)   | 60  | (70) |

Déport de denture et modification d'entraxeUn couple de roues donné peut fonctionner dès lors que les dentures sont suffisamment imbriquées. Même s'il y a du jeu, l'entraxe étant alors plus grand. Dans ce cas, il est possible d'annuler le jeu en gonflant les dents d'une ou des deux roues (ce qui revient à réduire la saillie au profit de la dent). Le rapport de transmission et les diamètres primitifs sont inchangés.: La plupart des engrenages standards sont sans déport de denture (la dent étant alors aussi grosse que la saillie), mais dans des cas très pointus (boîte de vitesses) cela est pratiqué pour deux raisons principalement. La première est qu'il n'existe pas de couple (Z1, Z2) permettant d'assurer à la fois le rapport (Z1/Z2) et l'entraxe (Z1+Z2), il faut donc faire varier (modification géométrique artificielle) sa valeur en déportant au moins une denture. La seconde est que les dents du pignon (petite roue), plus souvent sollicitées, sont grossies, et celles de la grande roue réduites, afin de leur conférer une même durée de vie (notions de résistance de la dent, et de fatigue). Le déport de denture permet de même d'améliorer le glissement entre les dents.
En règle générale, s'il y a déport de denture, il n'est pas toujours possible de ne changer qu'une seule roue dans un engrenage.

## Engrenages extrêmes, surprenants, symboliques et bien d'autres

### Des tonnes au nanomètre
L'un des plus grands engrenages connus, utilisé dans une mine de cuivre en Chine, comporte une roue de 13,2 m de diamètre qui pèse 73,5 t. Les plus petits, qui relèvent de la mécanique moléculaire, ont des roues dentées des quelques dizaines de nanomètres de diamètre : par exemple, l'une des réalisations les plus récentes est un engrenage à deux roues d'un rapport de 2/3 pour une longueur totale de 1,6 nm.

### Une démultiplication presqu'infinie
Un record en matière de rapport de transmission est 10100, dans un engrenage de 100 roues créé par l'artiste néerlandais Daniel de Bruin : si la première effectue 1 000 tours par seconde, la dernière n'effectuerait un tour complet qu'au bout de 3,18 × 1080 milliards d'années. Un autre exemple est une installation au technorama de Winterthour, composée de douze engrenages roue-vis 50:1 l'un derrière l'autre : en cinquante ans de fonctionnement, le dernier engrenage ne se déplace que d'un millième de distance interatomique.

### Des roues de toutes formes
Si la quasi totalité des engrenages utilise des roues cylindriques ou coniques, il est possible d'imaginer et faire fonctionner des engrenages avec des roues de formes différentes : ellipse, carré, spirale logarithmique ou nautile, etc. La galerie ci-dessous en donne quelques exemples.

Engrenage à roues elliptiques.
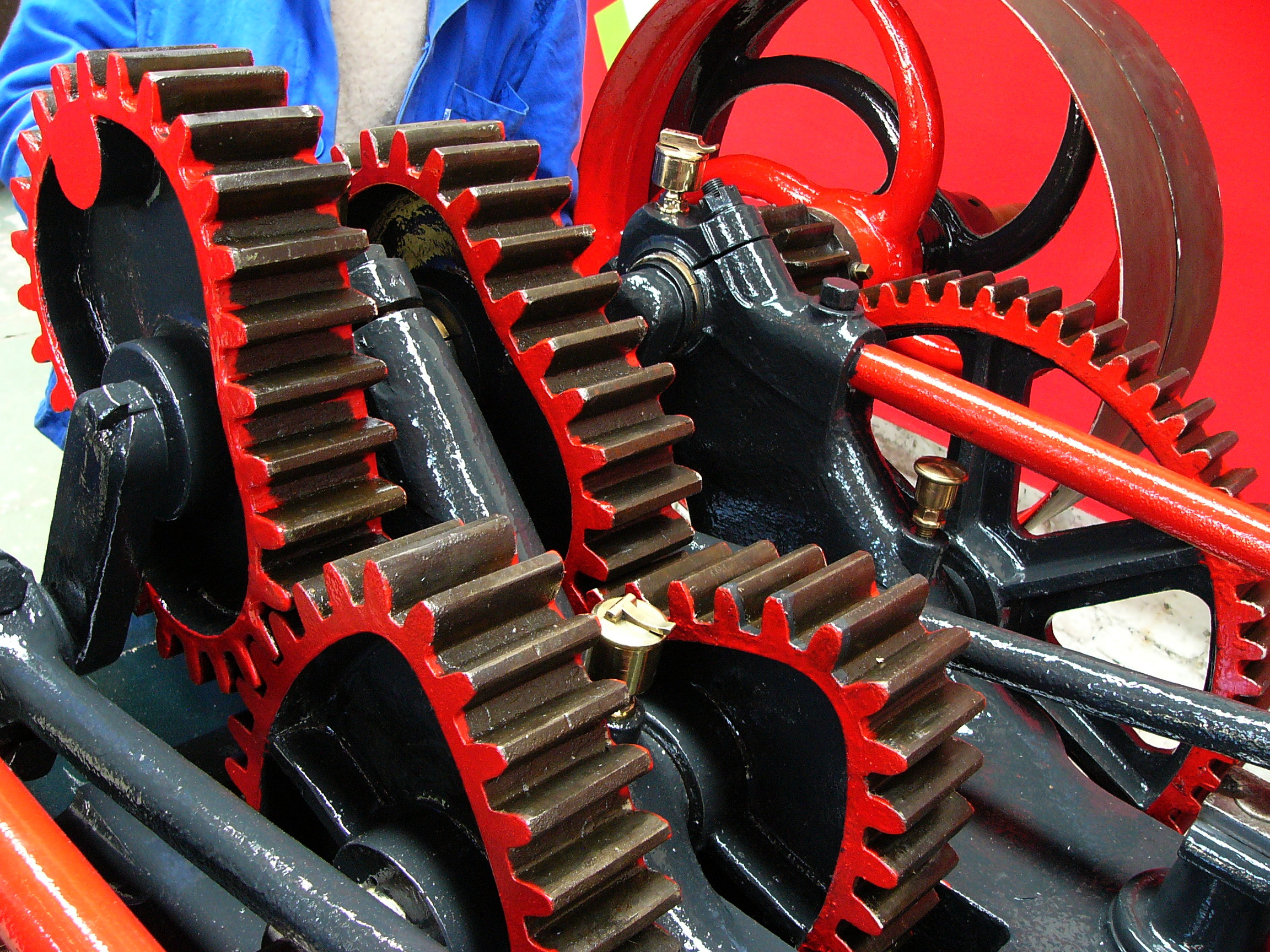
Engrenages de cames d'une pompe.
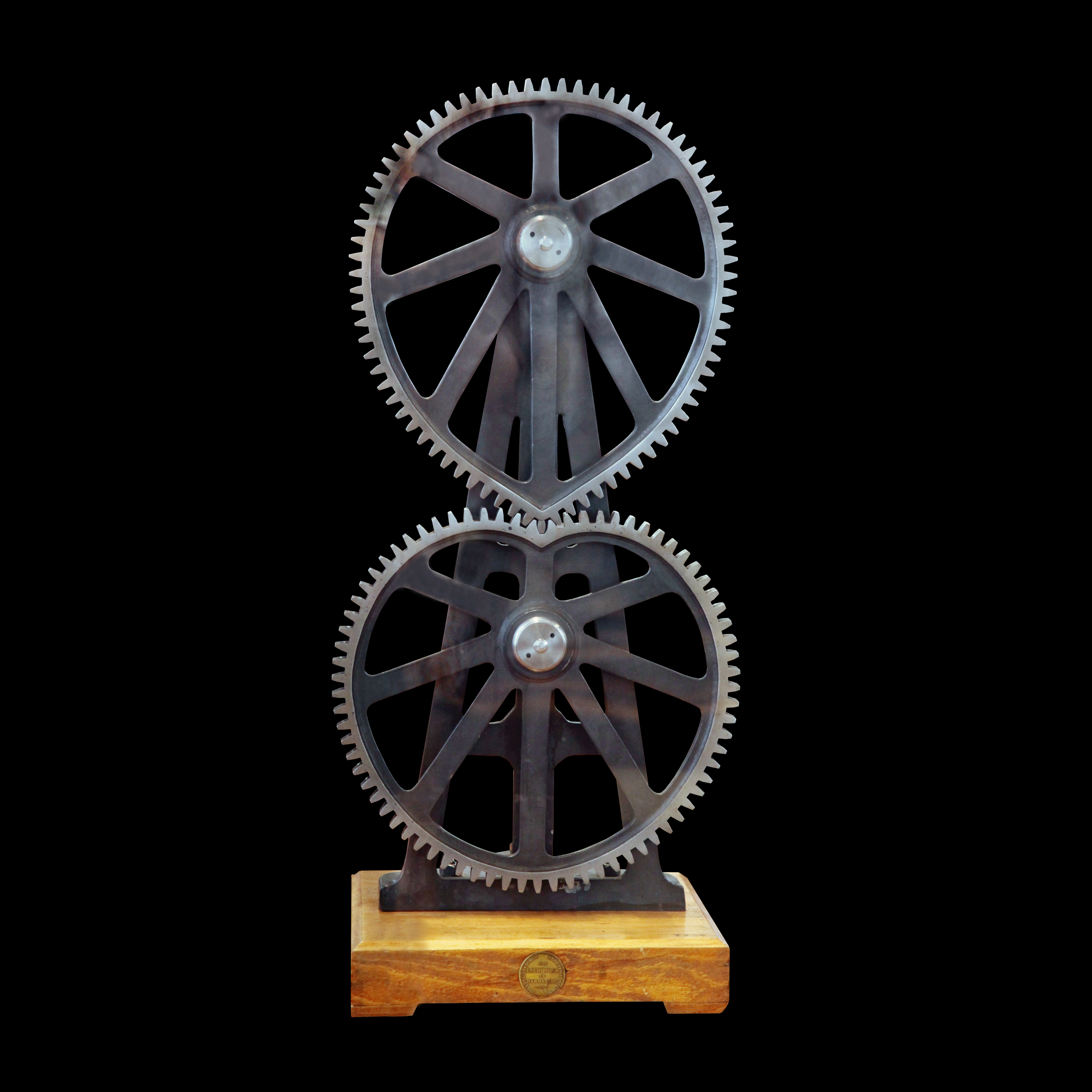
Engrenage qui pourrait s'appeler  "cœur et poire".
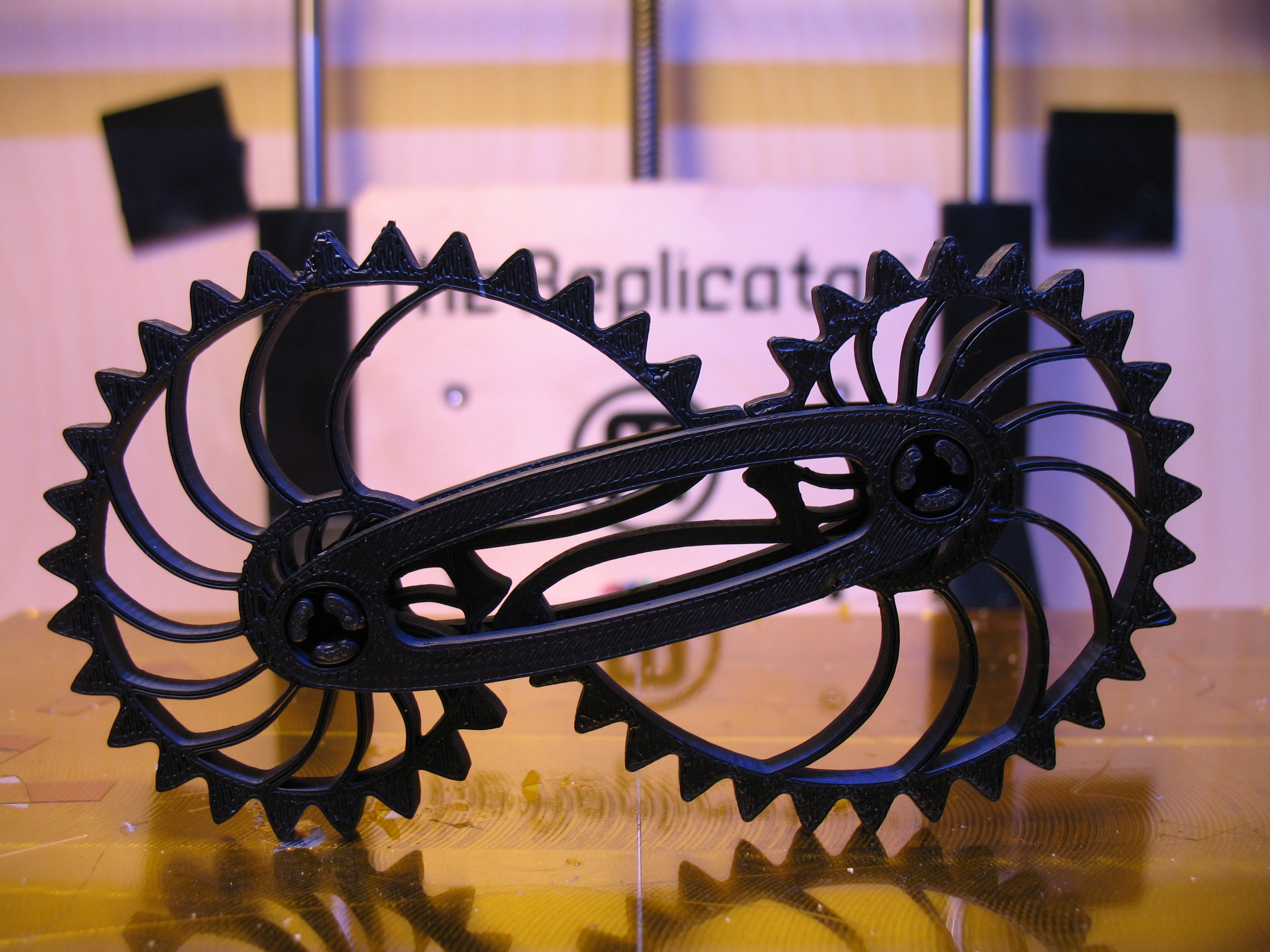
Engrenage à roues en spirale logarithmique.

### Dans le monde animal
Quelques très rares cas d'engrenages chez des animaux ont été découverts :
- les fémurs des pattes postérieures de la nymphe de la cicadelle Issus coleoptratus sont synchronisés par un engrenage[44] ;
- la larve de la cigale bossue est dotée d'un engrenage lui permettant de synchroniser ses deux pattes lors d'un saut[45]

### Usages symboliques
L'engrenage est un symbole courant de l'industrie. À ce titre, il est présent sur les armoiries de plusieurs pays (Laos, Vietnam, Birmanie, etc.), sur les logos d'écoles d'ingénieurs (École centrale de Lyon, École supérieure des techniques aéronautiques et de construction automobile, École polytechnique de Montréal, École polytechnique fédérale de Lausanne, etc.). L'emblème du Rotary est également une roue d'engrenage de 24 dents.

Emblème du Laos.
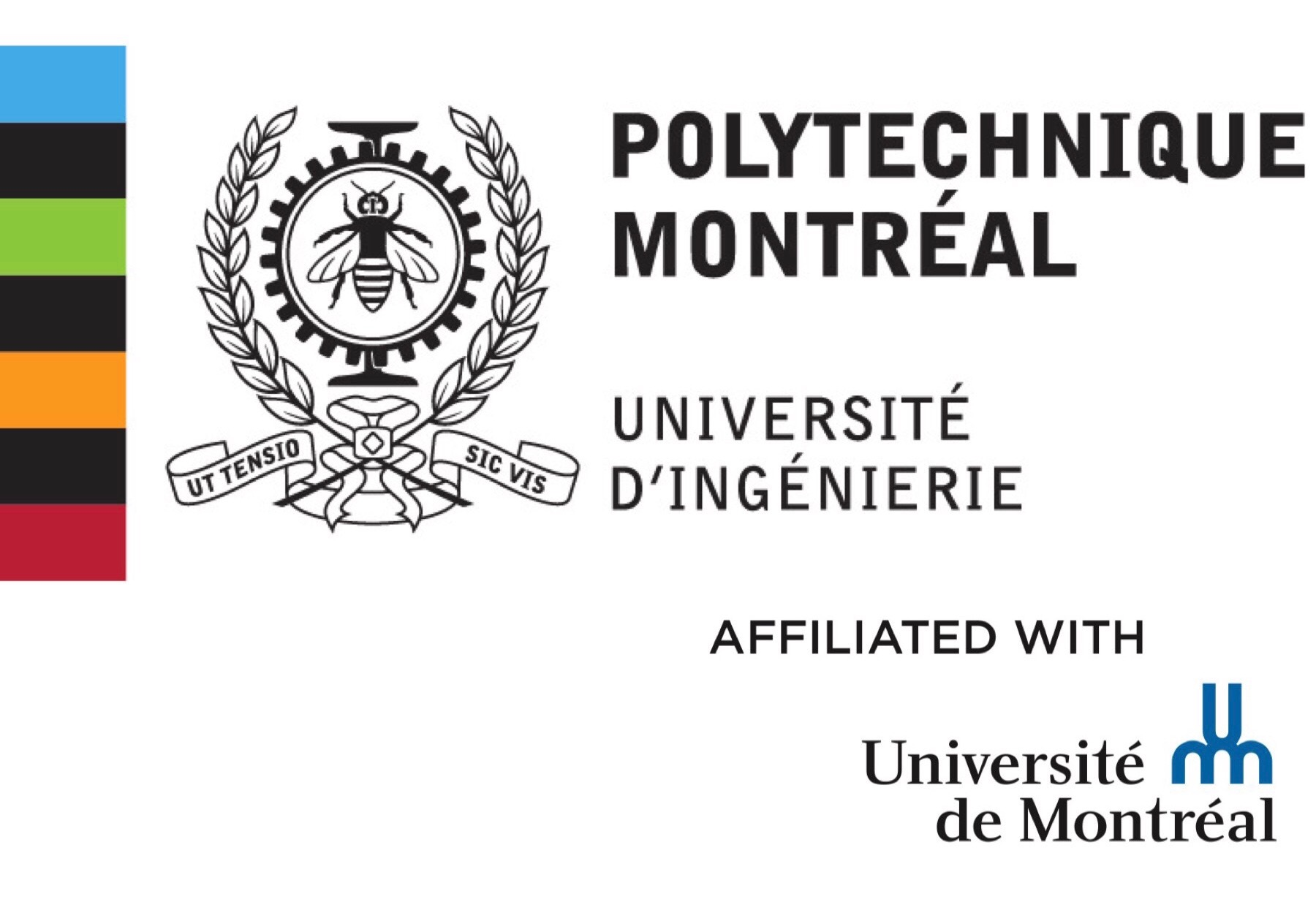
Logo de Polytechnique Montréal.
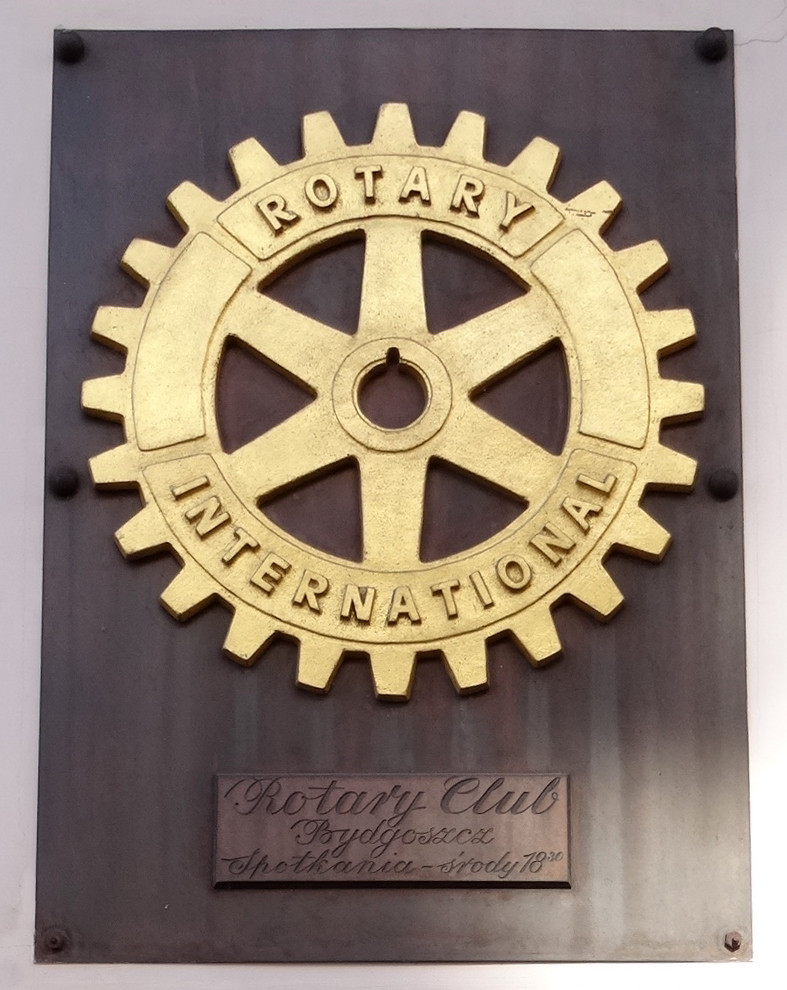
Emblème du Rotary.

### Engrenages métaphoriques dans la langue française
Le mot "engrenage" a, par extension des caractéristiques physiques d'enchaînement de mouvements de l'objet réel, un sens figuratif en langue française, celui d' "enchaînement de circonstances qui se compliquent mutuellement et dont on ne peut se dégager". Il se retrouve dans plusieurs expressions en langue française, souvent sous forme de mise en garde : il faut, par exemple, "éviter de mettre le doigt dans l'engrenage", "ne pas se faire broyer par l'engrenage", etc. D'autres expressions, souvent à connotation négative ou fataliste, sont également d'usage fréquent : "engrenage de la violence", "engrenage fatal", etc. La série télévisée française intitulée "Engrenages" et les analyses faites par les critiques spécialisés illustrent les liens entre engrenage physique et engrenage métaphorique : les auteurs parlent des "rouages de la justice", de la "mécanique" du scénario, etc. Et le titre de plusieurs romans, souvent policiers, utilise de façon semblable le mot engrenage, par exemple "Engrenages" de René Cyr ou  "L'engrenage du mal" de Nicolas Feuz.

### Dans les Arts
Les engrenages sont présents dans des créations artistiques de tous formats, notamment dessin, peinture, sculpture, film, etc. Un exemple célèbre est leur "rôle" important dans le film "Les Temps Modernes" de Charlie Chaplin (1936), où un ouvrier se fait "avaler" par une énorme machine composée d'engrenages.

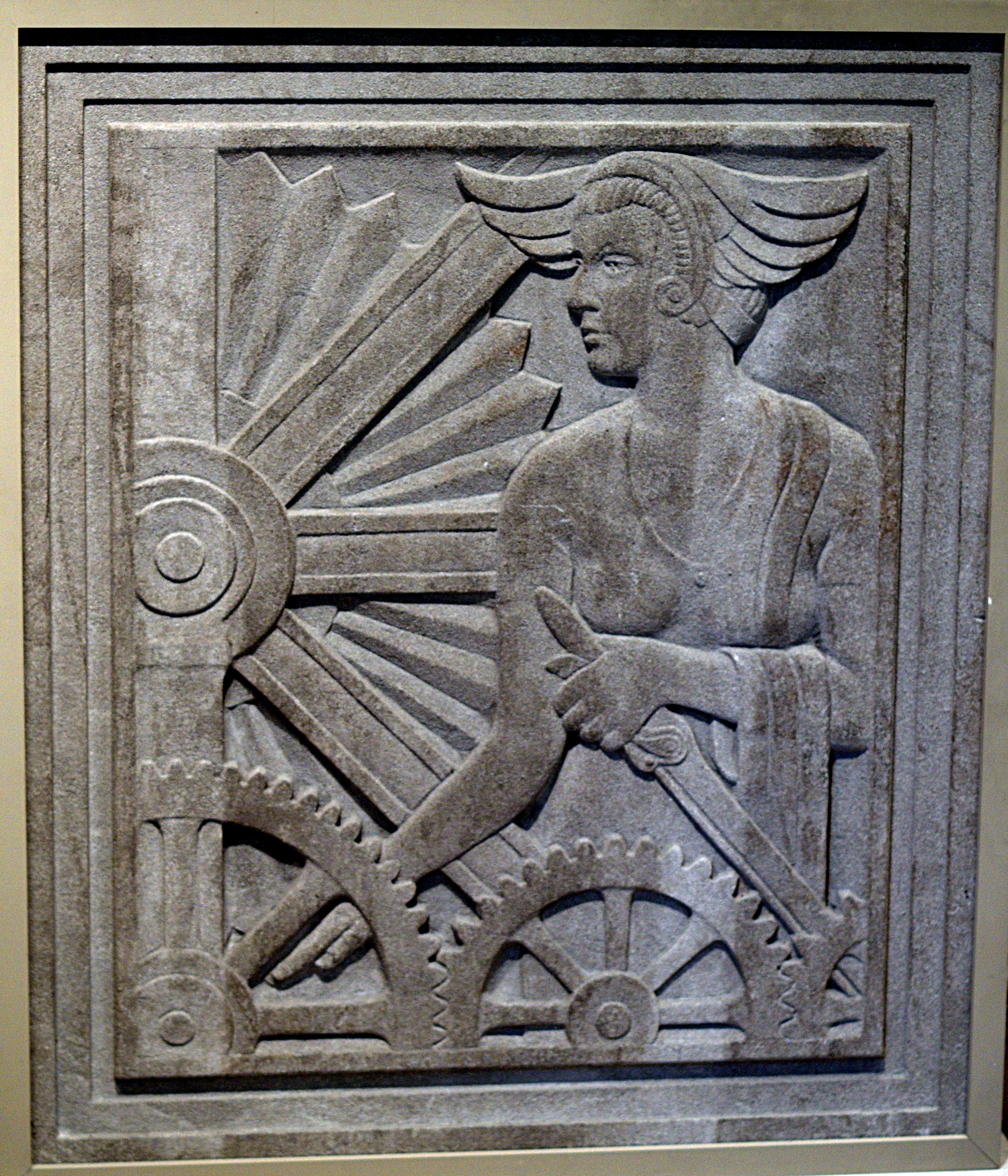
Déesse aux engrenages, œuvre de Scipione del Campo (1932, Chicago).
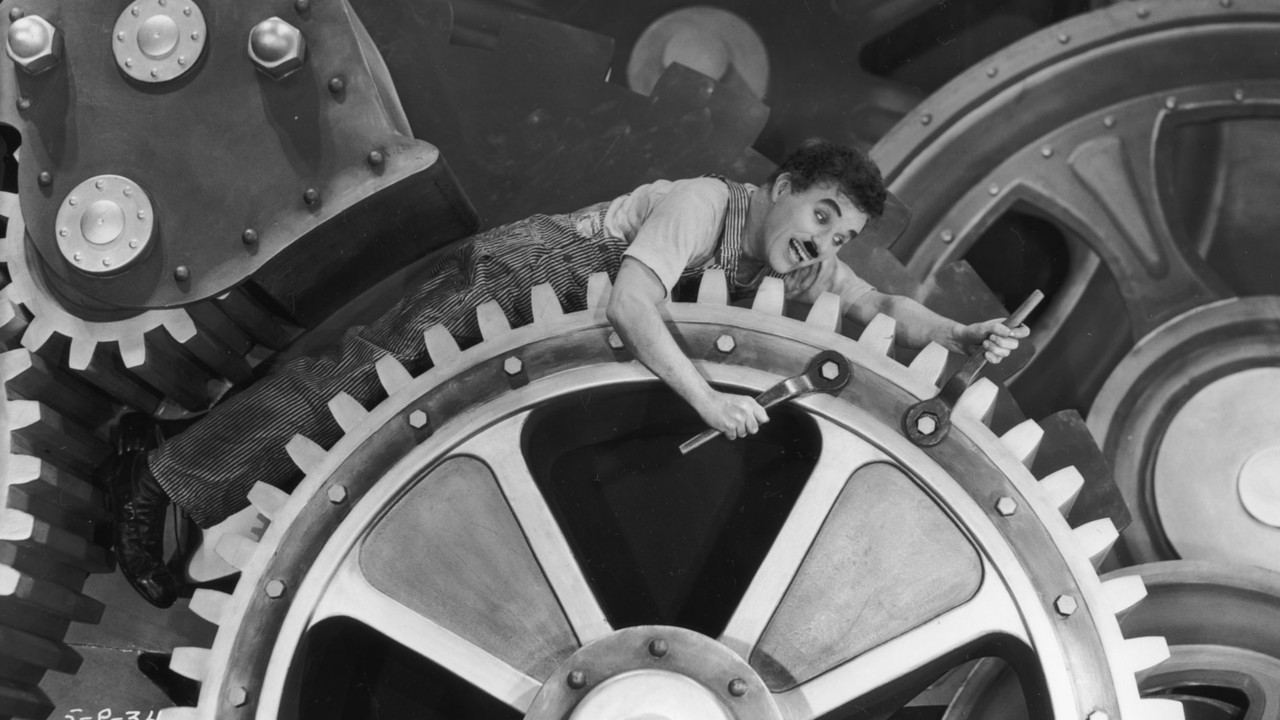
Engrenages dans "Les Temps Modernes" (1936).
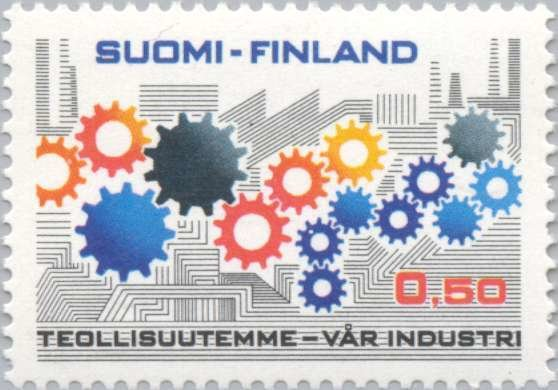
Dessin d'engrenages sur un timbre finlandais (1971).

## Usages et utilisations
Les engrenages ont de très nombreux usages dans l'industrie comme dans la vie courante. Les paragraphes suivants donnent quelques exemples de ces usages pour illustrer l'importance historique et pratique de ce type de mécanismes, ainsi que la variété de leurs tailles, configurations ainsi que des matériaux utilisés pour les fabriquer.

### Transport

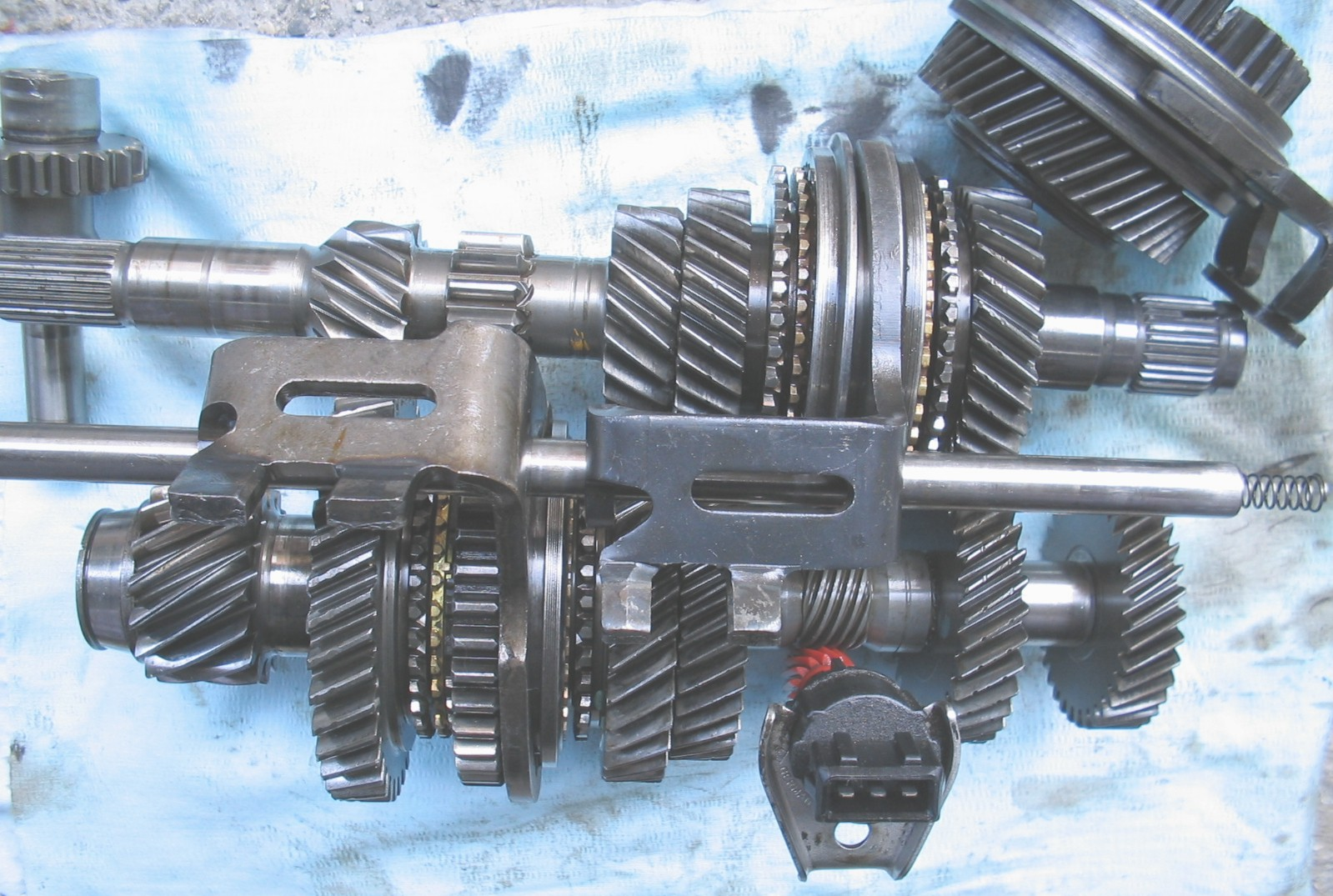
Boîte de vitesses d'une Volkswagen Golf.

Les engrenages sont utilisés sur la quasi totalité des systèmes de transport motorisés : automobiles, motocyclettes, avions, bateaux, etc. Ils sont en particulier présents dans les systèmes de transmission primaire, de transmission secondaire, de distribution ou encore les boîtes de vitesses des véhicules. Les engrenages sont, dans ce type d'usage, très souvent utilisés avec d'autres systèmes de transmission comme les courroies synchrones, les chaînes, les arbres, les joints de cardan, etc.

### Horlogerie

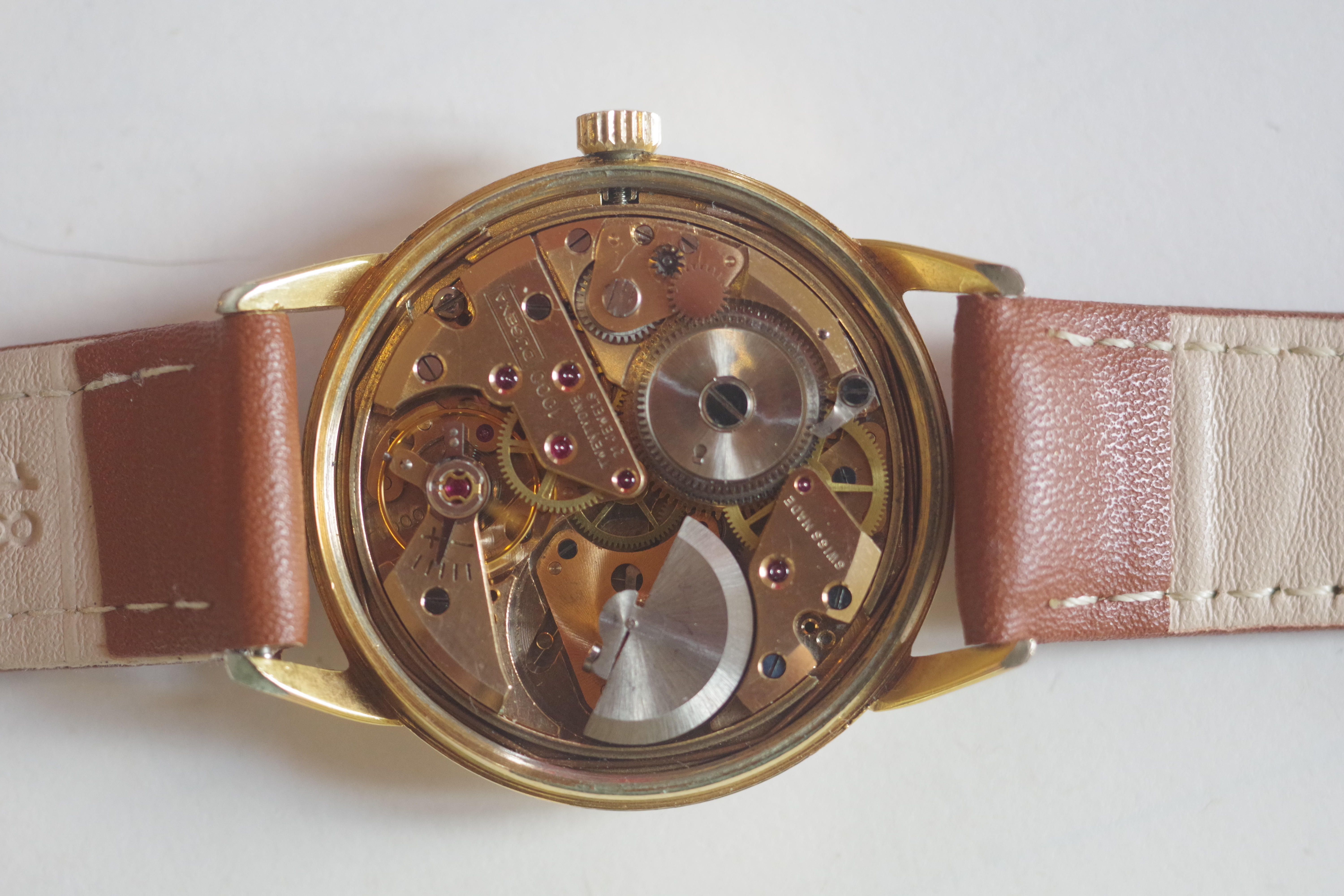
Rouages du mouvement d'une montre mécanique.

L'industrie horlogère utilise de façon systématique des engrenages dans tous ses produits à mouvement mécanique. Elle emploie un vocabulaire spécialisé où certains trains d'engrenage ont un nom spécifique, comme le rouage de finissage ou celui de remontage, et où l'ensemble de certains rouages est appelé mouvement. Les engrenages utilisés peuvent être de très petite taille, comme sur les montres, ou de taille importante, comme sur les horloges de clochers.

### Objets de la vie courante

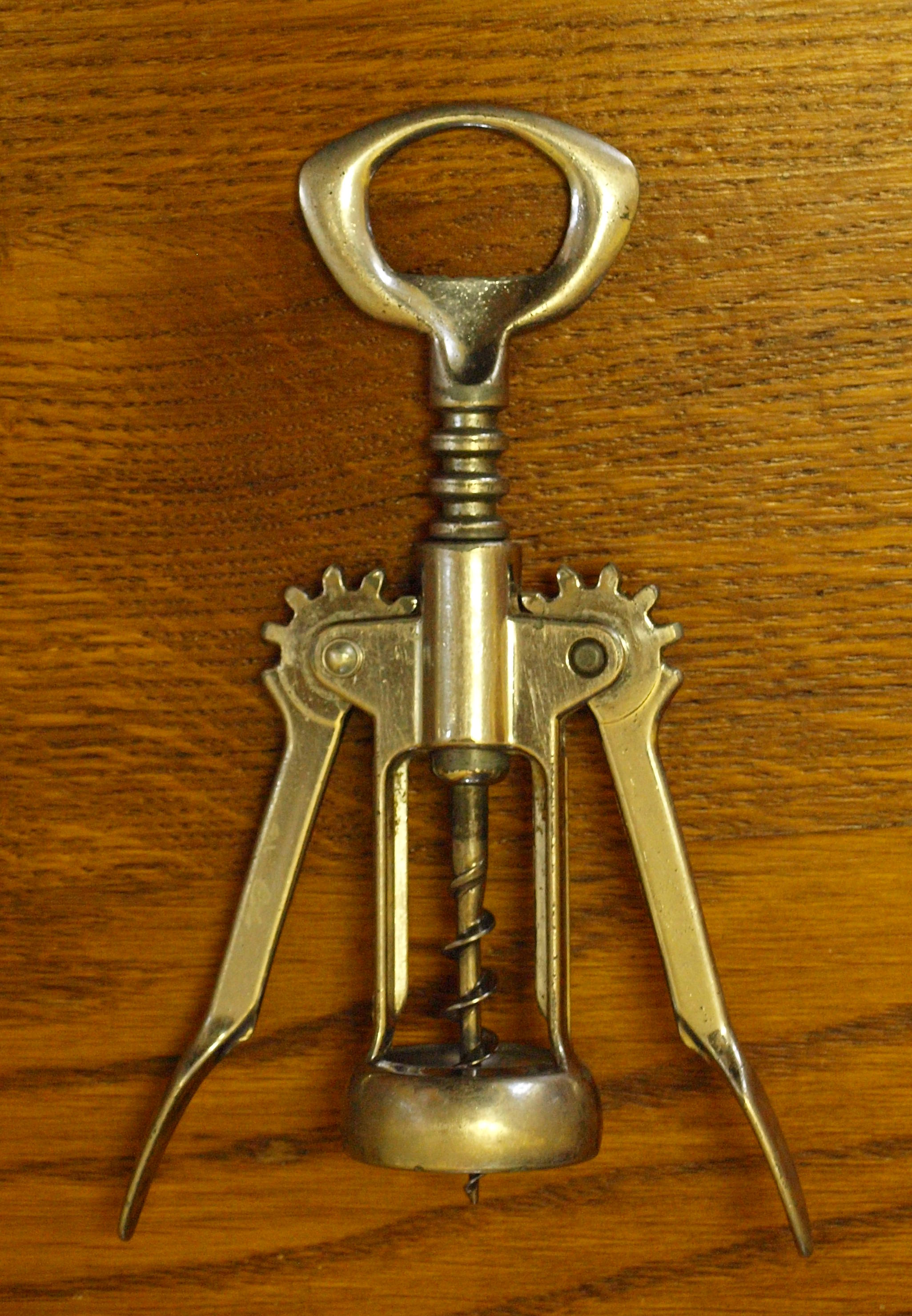
Tire-bouchon à levier dit "gendarme" utilisant un engrenage à crémaillère.

De très nombreux objets de la vie courante, manuels ou à moteur, utilisent des engrenages. Parmi les objets non motorisés à engrenage se trouvent, par exemple, les tire-bouchons à levier ou vis et écrou, des moulinets de pêche, certaines perceuses à main, des jeux, etc. Parmi les objets de la vie courante motorisés avec engrenages se trouvent notamment des outils électroportatifs (perceuses électriques, visseuses, etc.), des appareils ménagers électriques (mixeurs, fouets électriques, etc.), des jeux et jouets (voitures pour circuits routiers électriques, etc.), etc.

### Autres machines
Parmi les très nombreux autres exemples de machines dotées d'engrenages, on peut trouver :
- des machines volumineuses et lourdes, notamment presses rotatives, machines à carder, concasseurs, laminoirs, etc. dont certains des éléments d'engrenage peuvent mesurer plusieurs mètres et peser plusieurs tonnes ;
- des machines très petites, comme micro pompes et micro réducteurs[52], dans lesquels les engrenages ont des dimensions de quelques millimètres, et sont souvent réalisés en matière plastique moulée[53].

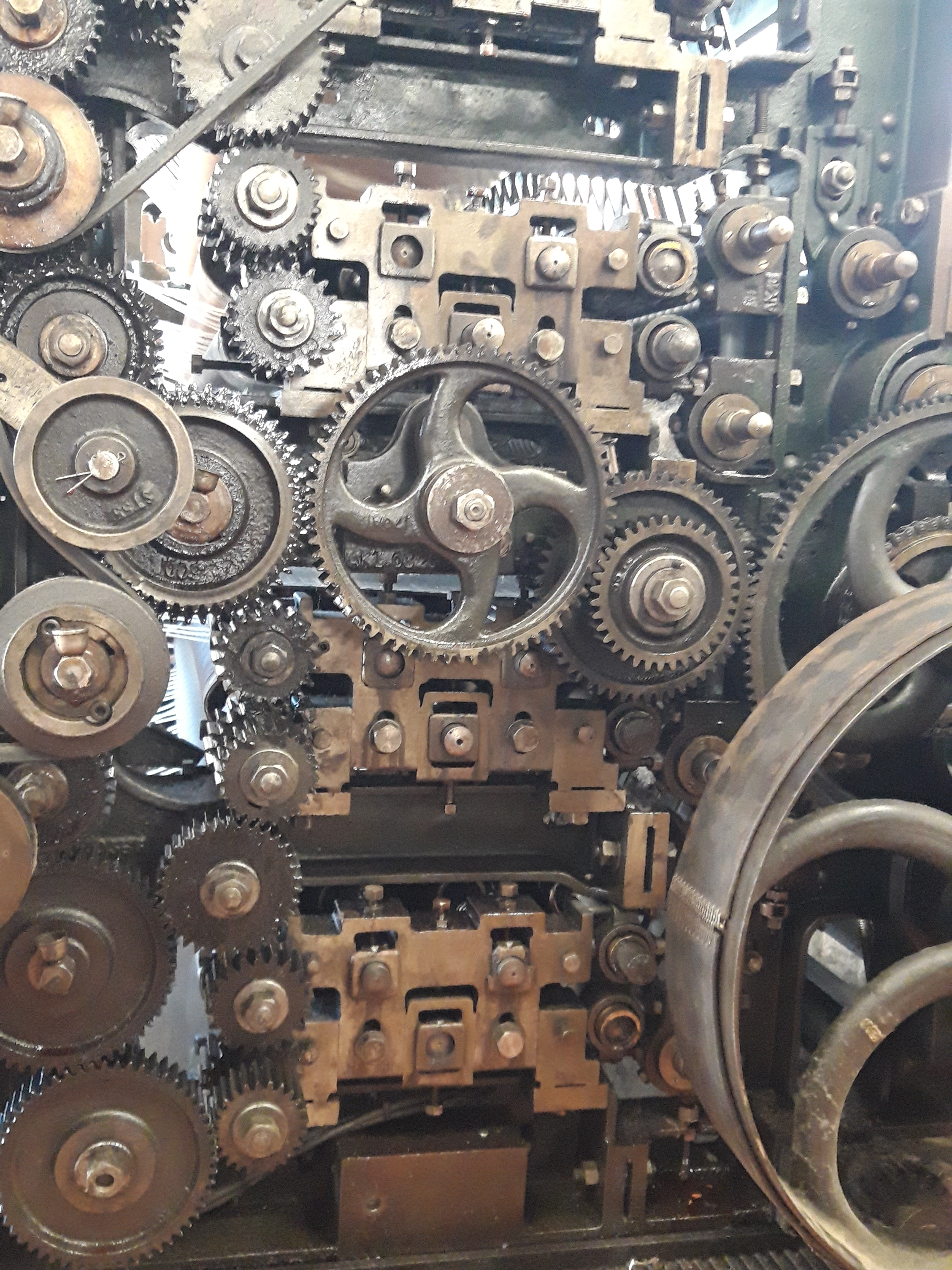
Machine à carder à Niaux (Ariège).
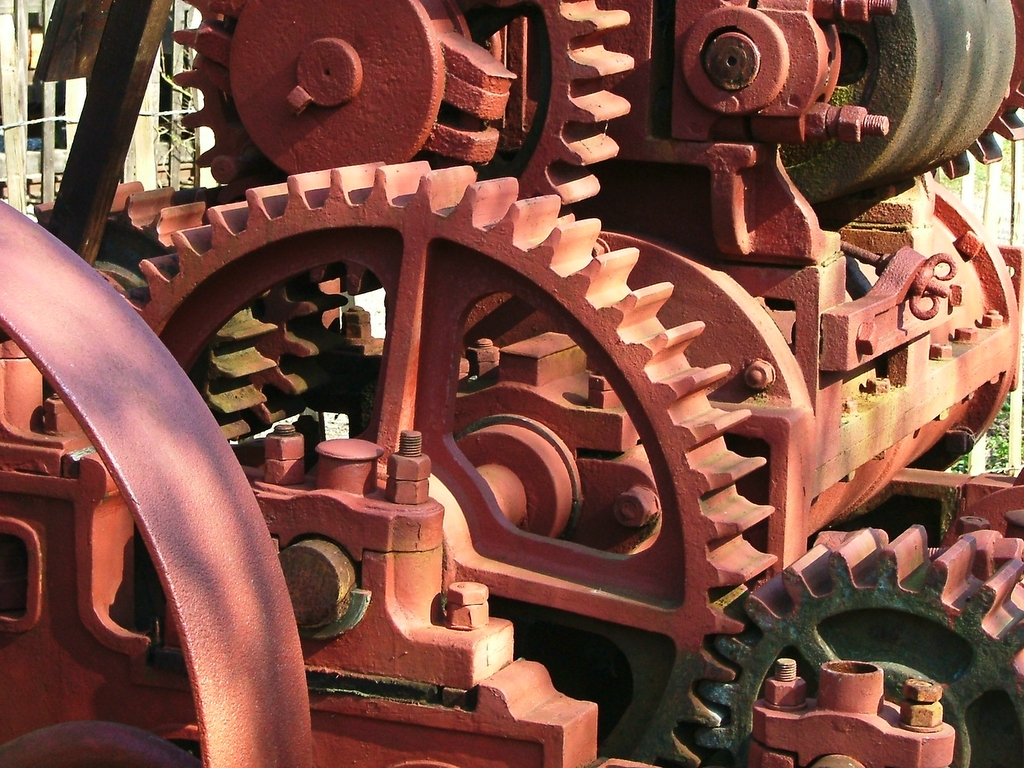
Concasseur.
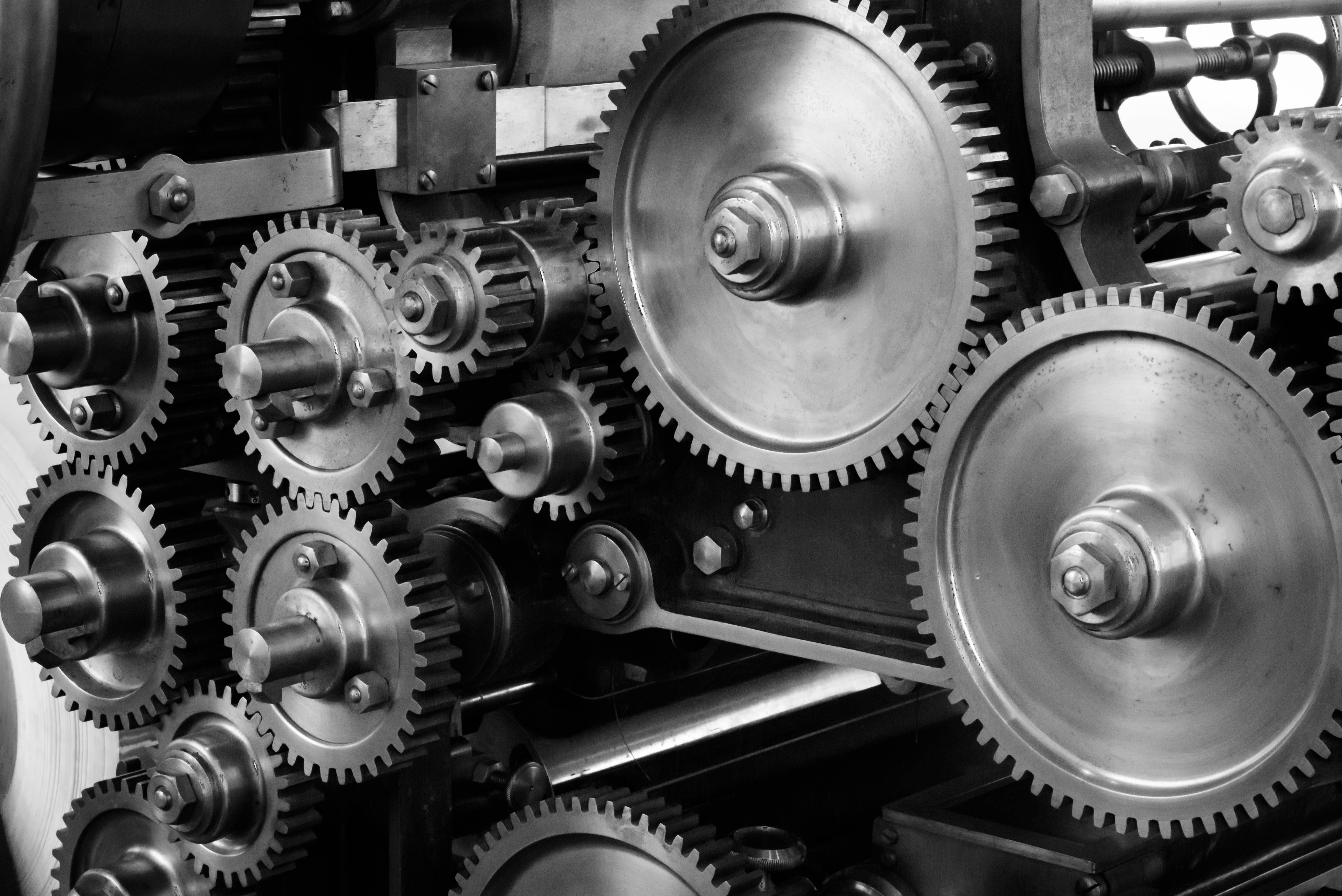
Presse rotative à imprimer.
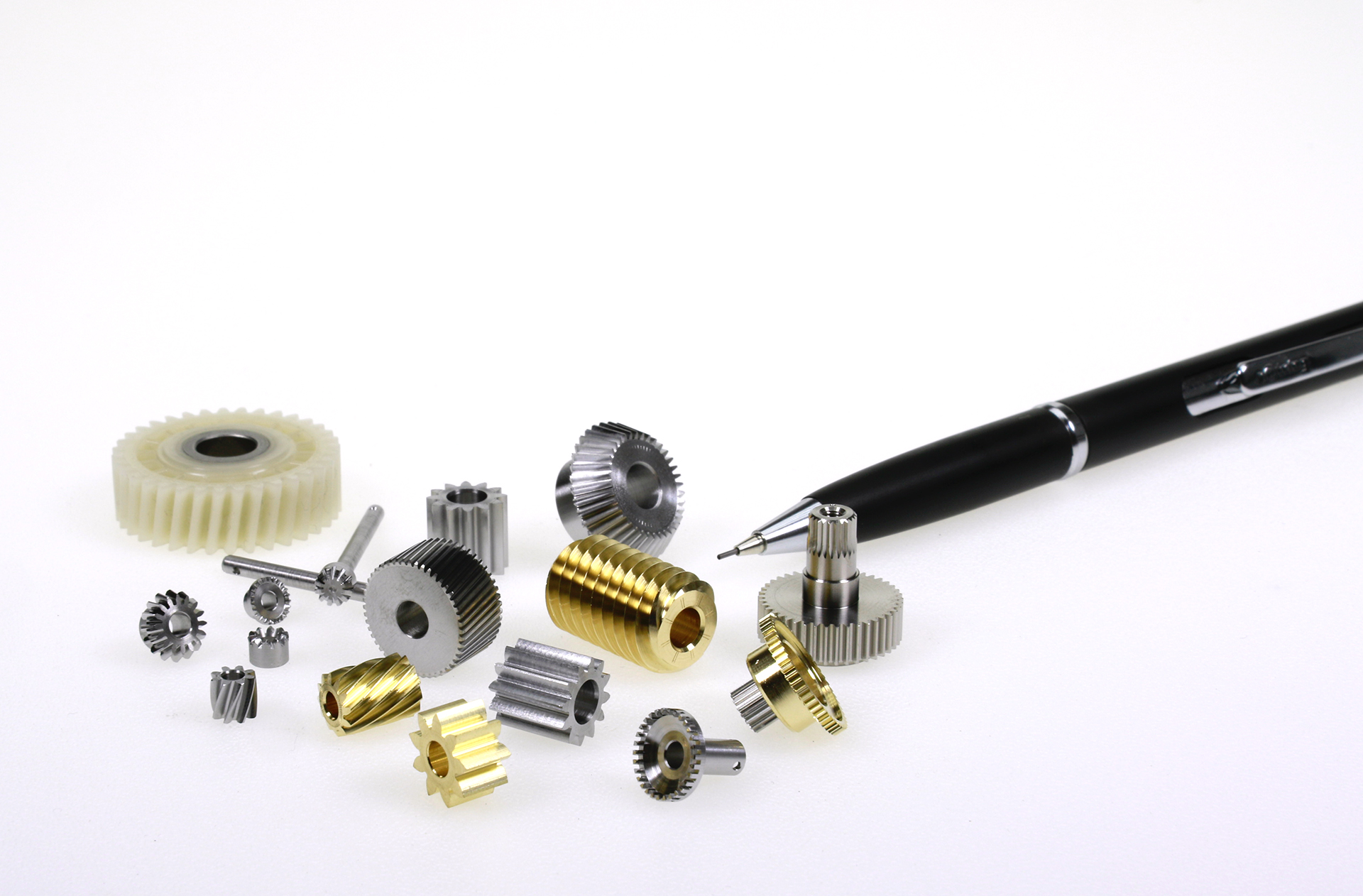
Pièces d'engrenages pour petites machines.